# Muzyka w Bydgoszczy

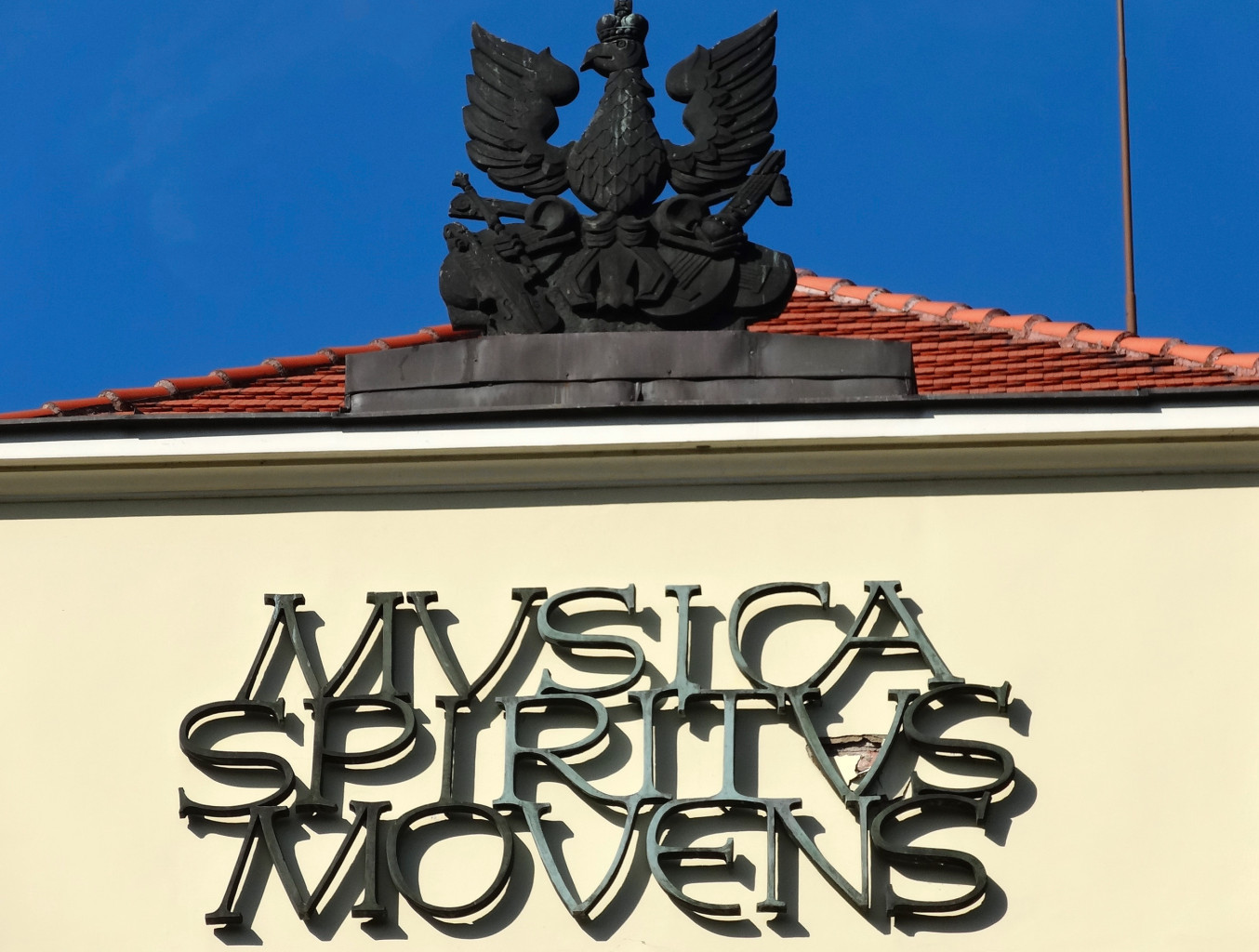
Sentencja na budynku Akademii Muzycznej „Muzyka porusza duszę” oddająca styl życia kulturalnego miasta nad Brdą i Wisłą

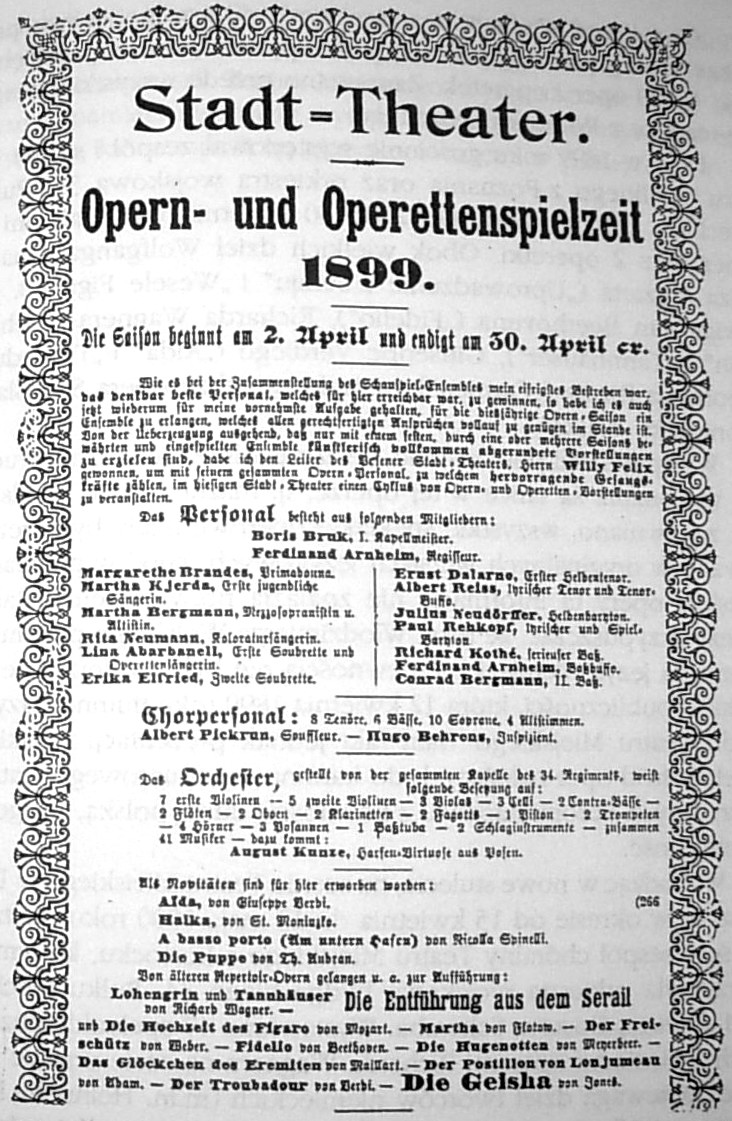
Program sezonu operetkowego w Teatrze Miejskim w Bydgoszczy w 1899 r. – 15 marca 1899 r. „Bromberger Zeitung”

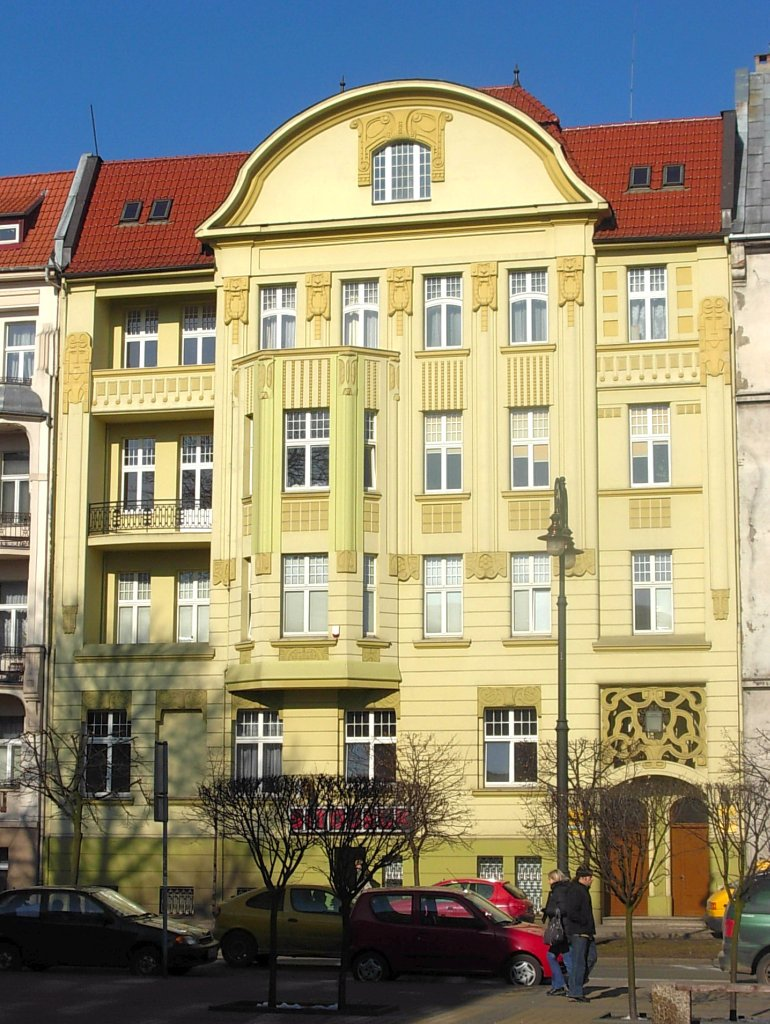
Kamienica al. Mickiewicza 9 – siedziba Bydgoskiego Konserwatorium Muzycznego w latach 1906–1921

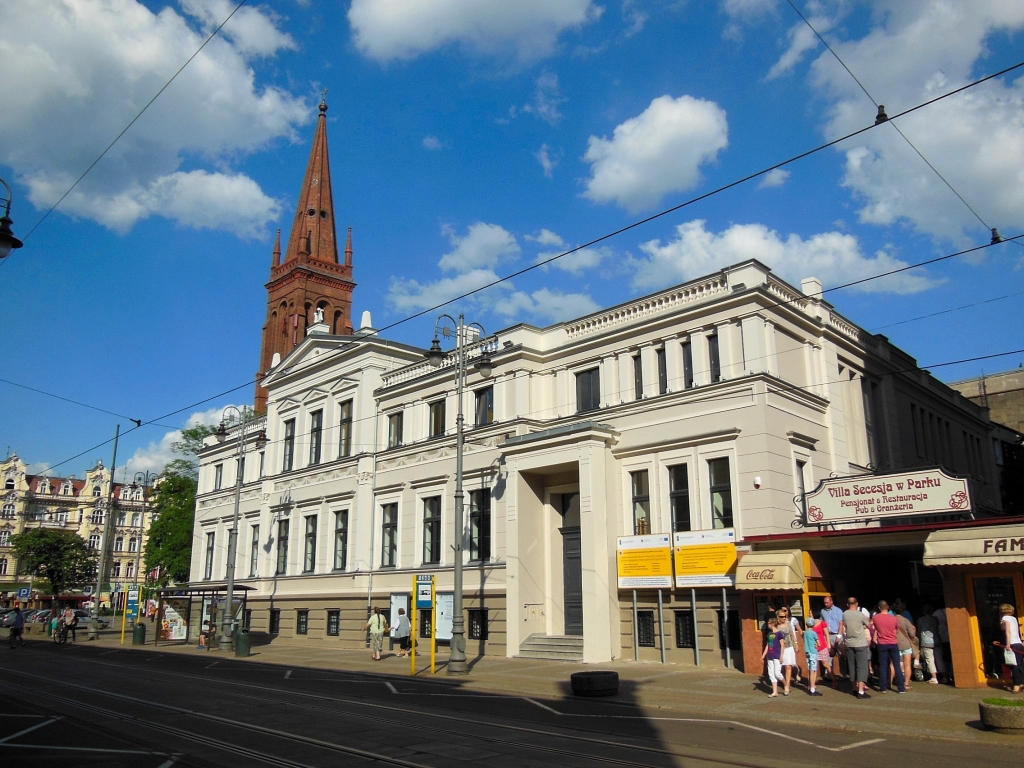
Pomorski Dom Sztuki w Bydgoszczy, w którym skupiało się życie kulturalne Bydgoszczy do 1950 r. Później był m.in. siedzibą Teatru Muzycznego, a od 2006 r. użytkuje go Akademia Muzyczna im. Feliksa Nowowiejskiego w Bydgoszczy

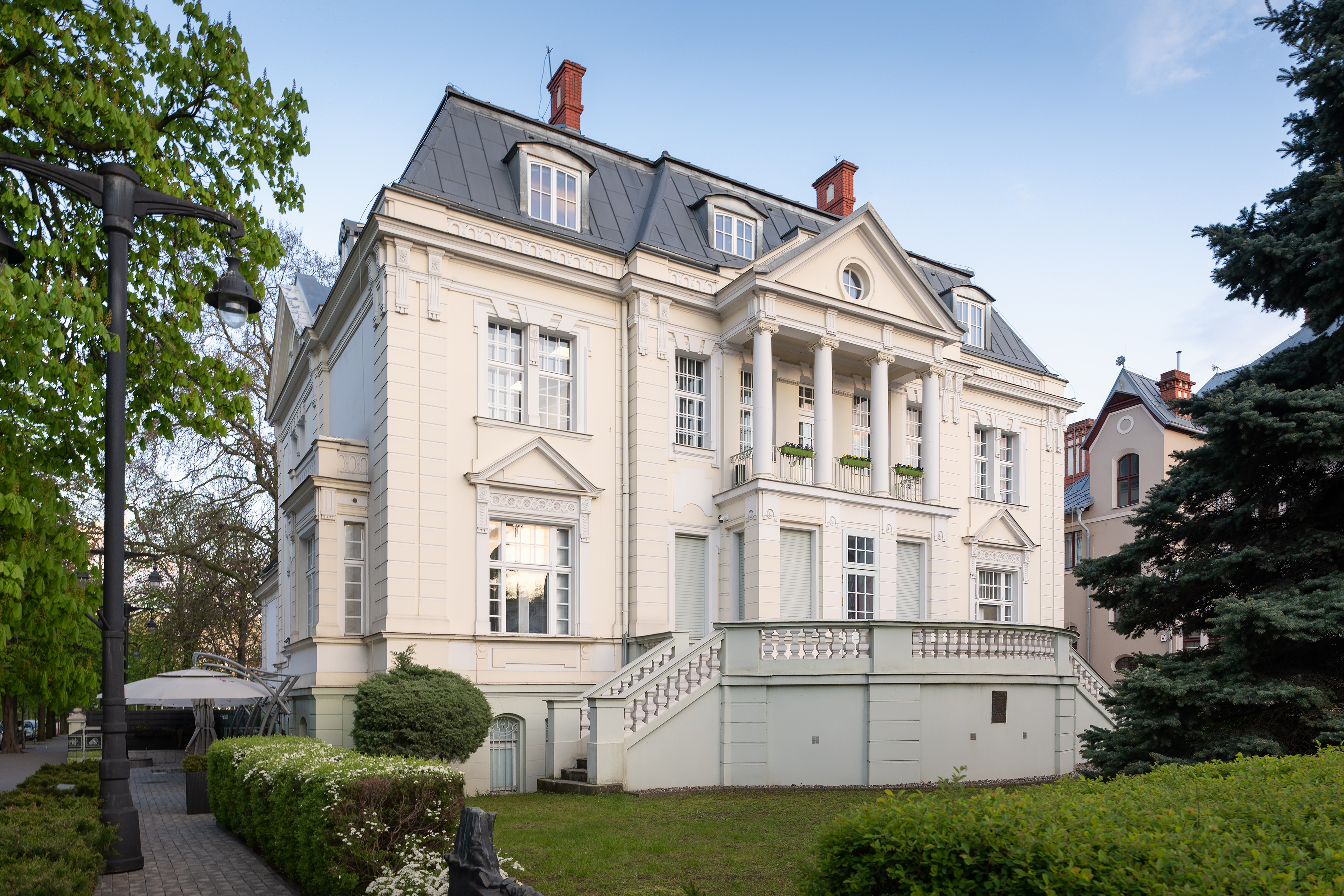
Willa Wilhelma Blumwego w Bydgoszczy, będąca od 1945 r. siedzibą Pomorskiej Rozgłośni Polskiego Radia

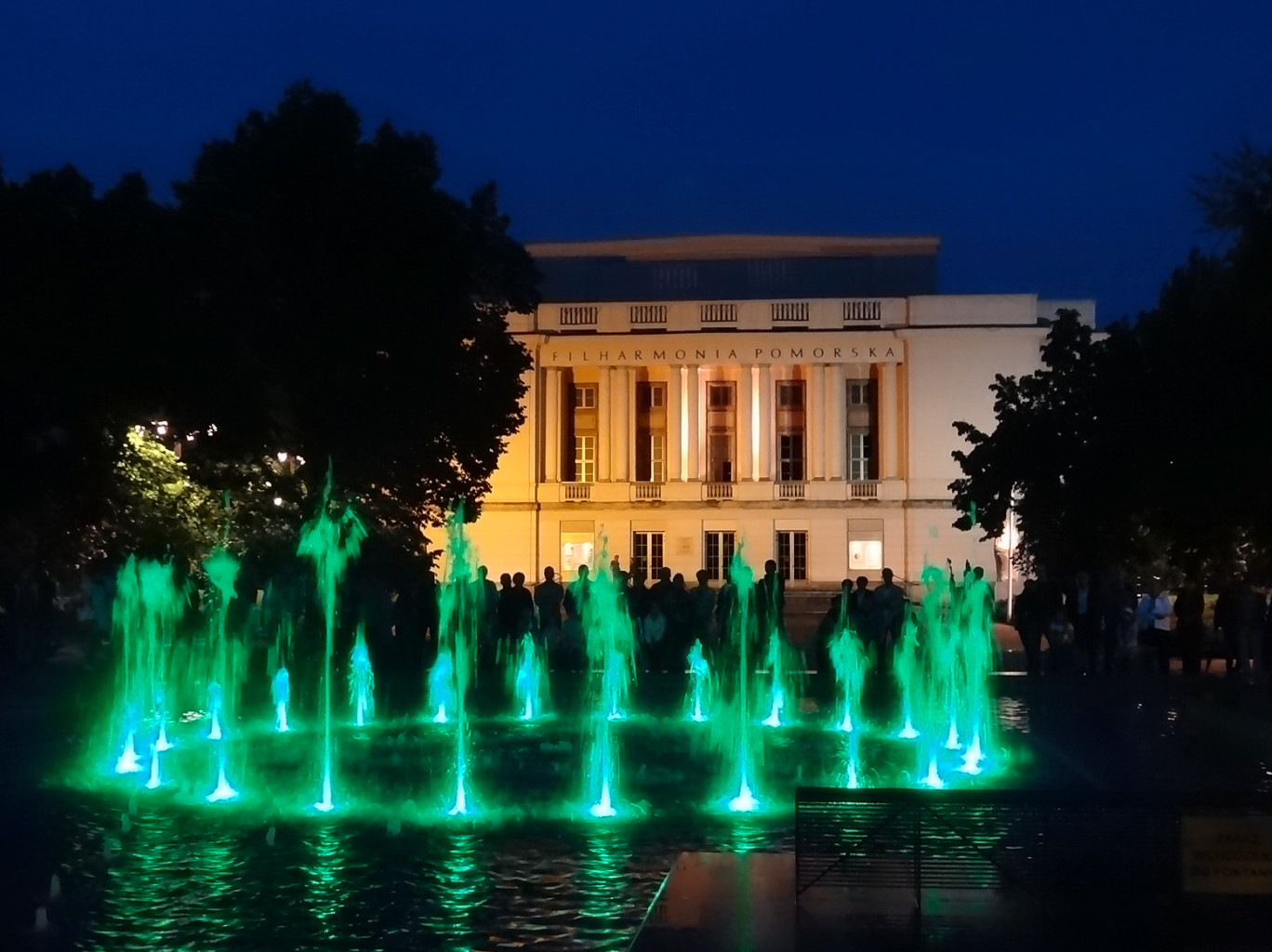
Oddany do użytku w 1958 budynek Filharmonii Pomorskiej im. Ignacego Jana Paderewskiego, a przed nią Bydgoska Fontanna Multimedialna

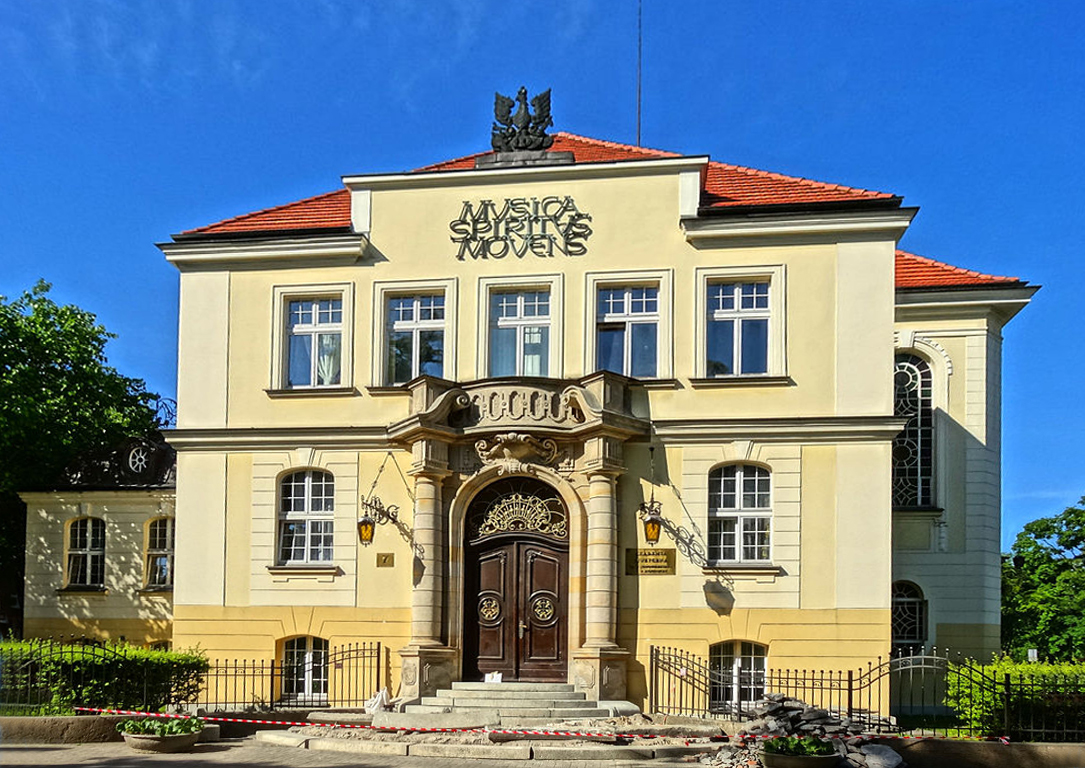
Budynek Akademii Muzycznej

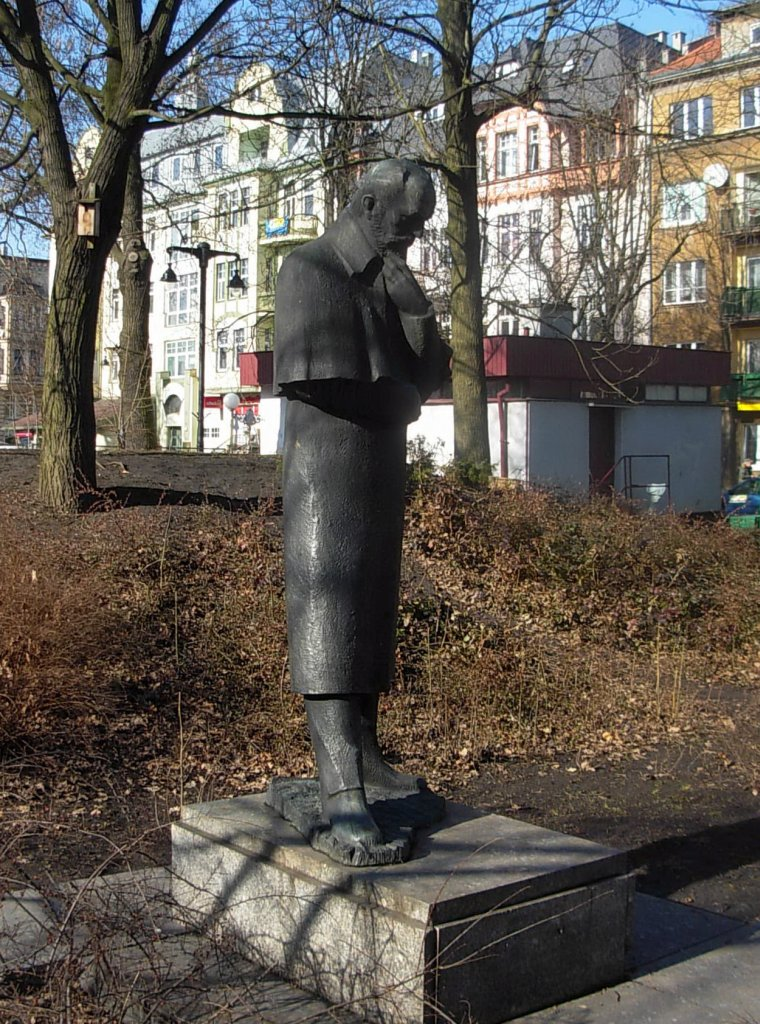
Posąg Piotra Czajkowskiego w galerii pomników kompozytorów i wirtuozów w Bydgoszczy położonej w Dzielnicy Muzycznej

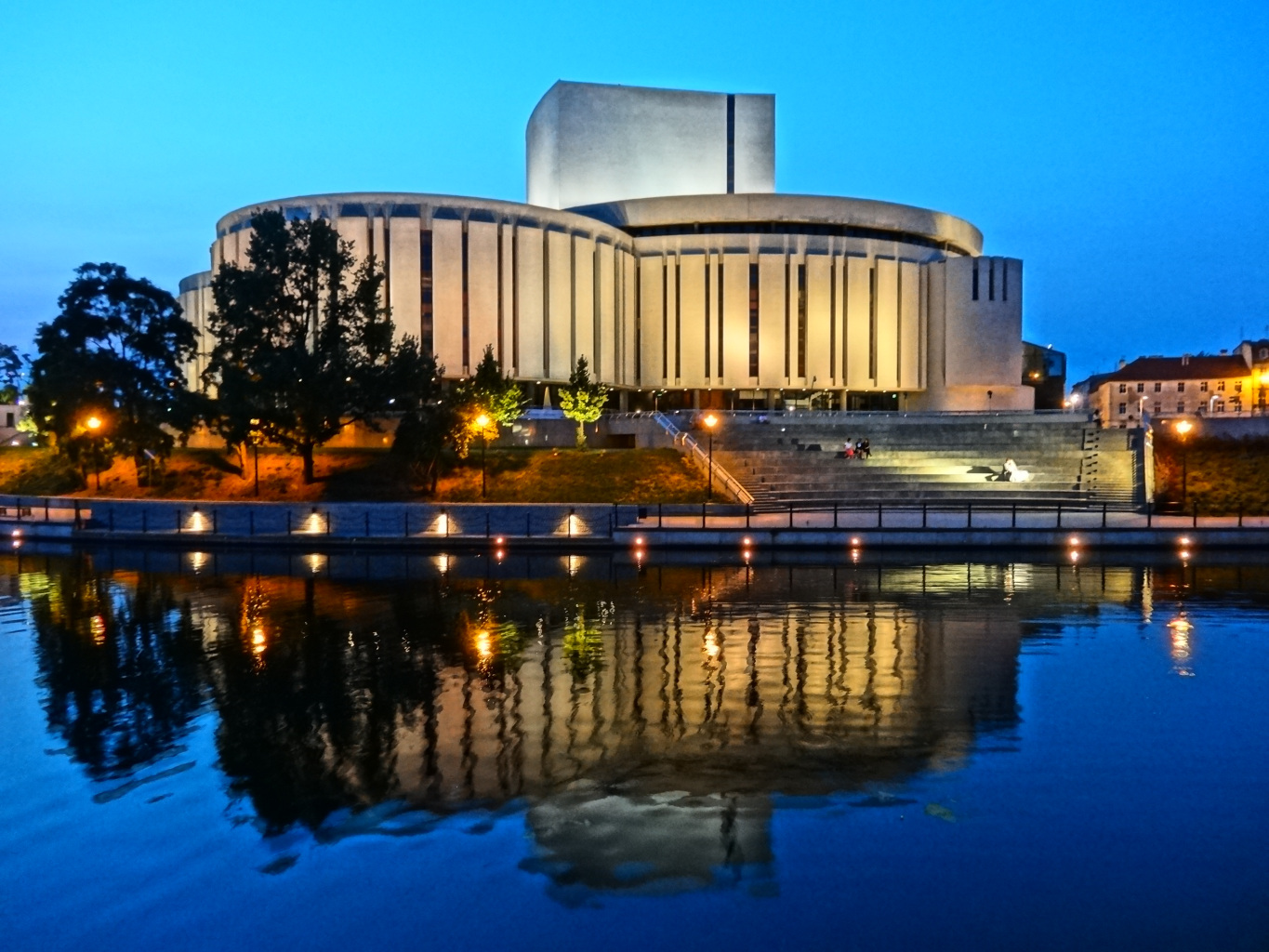
Budynek Opery Nova

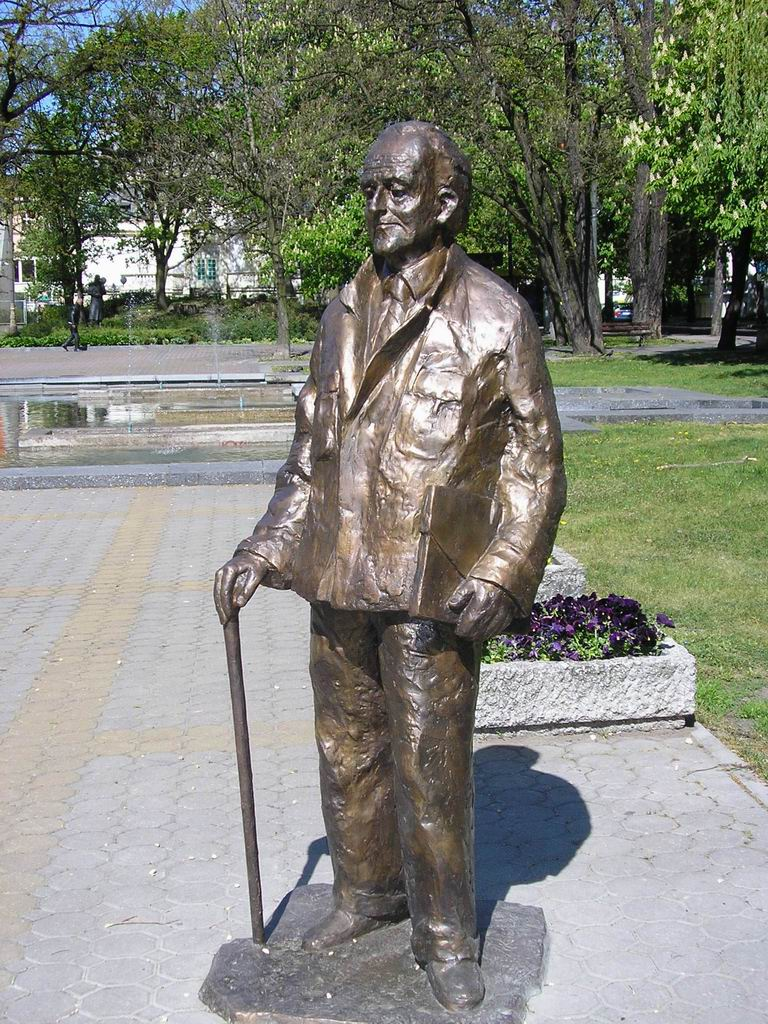
Posąg Andrzeja Szwalbego (1923–2002) – długoletniego dyrektora Filharmonii Pomorskiej, animatora kultury muzycznej, pomysłodawcy Dzielnicy Muzycznej, inicjatora festiwali, budowniczego placówek kulturalnych

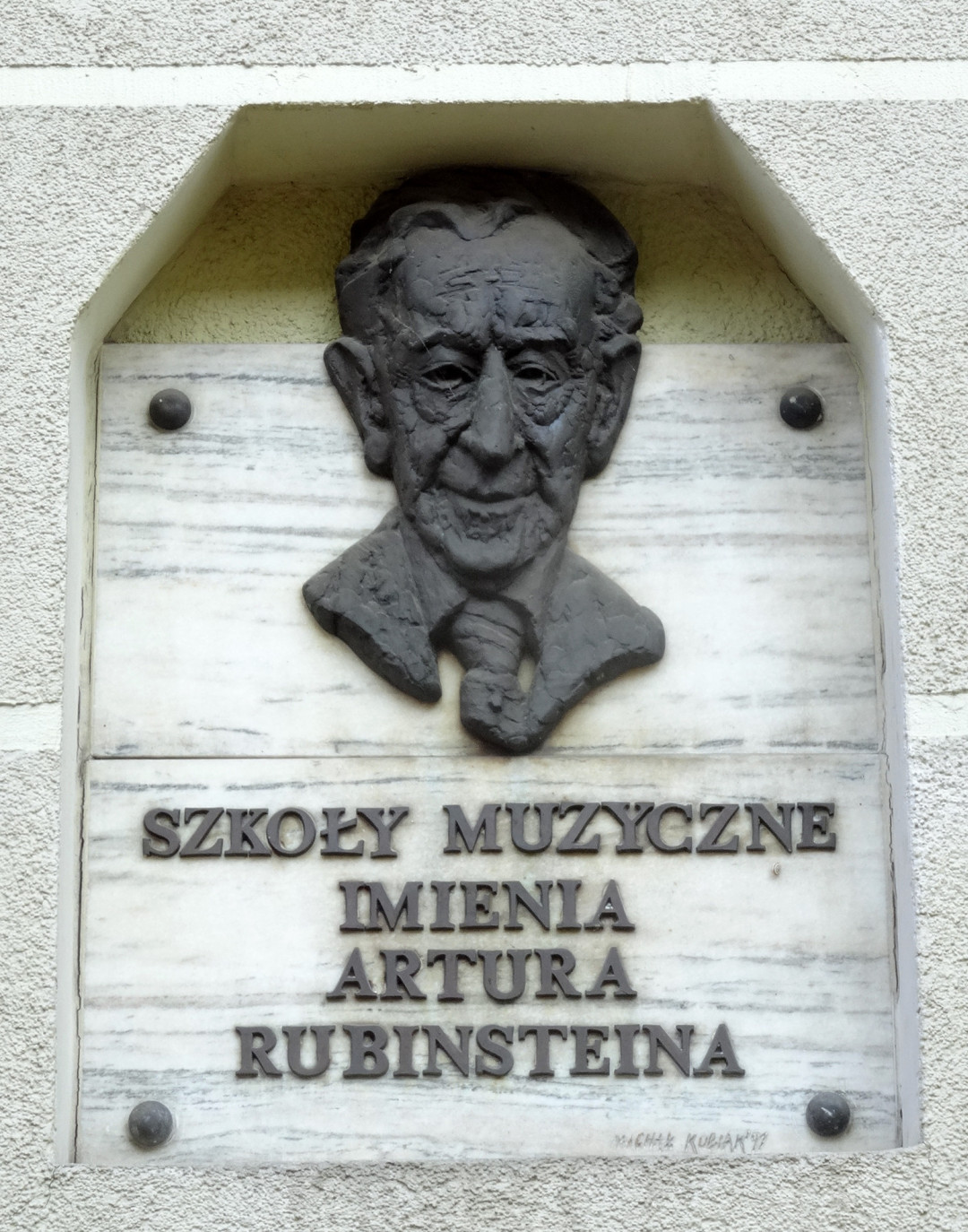
Tablica Artura Rubinsteina – patrona Zespołu Szkół Muzycznych w Bydgoszczy

Bydgoszcz jest od lat wyróżniającym się w kraju ośrodkiem muzycznym. W mieście działają liczne instytucje muzyczne, uczelnia, szkoły i stowarzyszenia, koncertują znane orkiestry, chóry i wykonawcy. Życie muzyczne sięga korzeniami minionych stuleci. Ponad 100-letnią tradycją szczyci się działający tu Oddział Polskiego Związku Chórów i Orkiestr, a w 1921 roku założono Towarzystwo Muzyczne im. I.J. Paderewskiego. Najstarszy istniejący do dzisiaj chór został założony w 1883 r. Pierwszą średnią szkołę muzyczną założono w Bydgoszczy w 1904 r., zawodową Miejską Orkiestrę Symfoniczną w 1936 r., Orkiestrę Symfoniczną Polskiego Radia w 1945 r., Filharmonię w 1953 r., Operę i Operetkę w 1956 r., a Akademię Muzyczną w 1974 r.
Utrzymywaniu odpowiedniego poziomu kultury muzycznej sprzyja baza materialna. Obok gmachu Opery Nova, charakteryzującego się nowoczesną konstrukcją architektoniczną, znajduje się tu słynąca ze świetniej akustyki Filharmonia Pomorska im. Ignacego Jana Paderewskiego. Owocem rozwoju tej dziedziny kultury w Bydgoszczy jest około 40 festiwali, przeglądów i konkursów muzycznych oraz szereg laureatów prestiżowych konkursów muzycznych. Absolwent bydgoskiej Akademii Muzycznej Rafał Blechacz został zwycięzcą XV Międzynarodowego Konkursu Pianistycznego im. Fryderyka Chopina w 2005 r.
Bydgoszcz to także jeden z ośrodków muzyki awangardowej. W latach 90. XX w. artyści związani z klubem Mózg stworzyli tu nowy typ muzyki tzw. yass.

## Dzielnica muzyczna
Większość bydgoskich instytucji muzycznych znajduje się na stosunkowo niewielkiej przestrzeni we wschodniej części Śródmieścia Bydgoszczy, rozplanowanej urbanistycznie w formie miasta ogrodu. W jej skład wchodzą: Filharmonia Pomorska im. I.J. Paderewskiego wraz z Zespołem Szkół Muzycznych im. A. Rubinsteina, Akademia Muzyczna im. F. Nowowiejskiego, sala koncertowa i domy studenckie tej uczelni, wtopione w zieleń parku im. Jana Kochanowskiego. Całość otacza galeria pomników wybitnych kompozytorów i wirtuozów oraz Bydgoska Fontanna Multimedialna w kształcie organów tańcząca w rytm muzyki podczas wieczornych spektakli, a w sąsiedztwie znajdują się także: figura bydgoskiej Łuczniczki uznawana za symbol miasta, Teatr Polski im. Hieronima Konieczki i Polskie Radio Pomorza i Kujaw ze studiem koncertowym. Jedyną instytucją muzyczną nie położoną bezpośrednio w rejonie dzielnicy muzycznej jest Opera Nova, lecz mimo to lokalizacja budynku Opery uznawana jest za bardzo atrakcyjną.

## Dźwiękowe symbole Bydgoszczy
Od 19 kwietnia 1946 r. Bydgoszcz posiada hejnał, skomponowany przez Konrada Pałubickiego z okazji uroczystości 600-lecia lokacji miasta przez Kazimierza Wielkiego. Jest to melodia ośmiotaktowa na trąbkę oparta na motywach ludowych z Kaszub. Grany jest trzy razy dziennie (12, 15, 18) z wieży kościoła klarysek. Początkowo podejmowali się tego zadania żołnierze, w latach 70. i 80. XX w. dwaj trębacze, a od 1993 r. odtwarzany jest mechanicznie. Nie wyczerpuje to jednak zagadnienia symboli dźwiękowych miasta.
Jest prawdopodobne, że na wieży bydgoskiego ratusza, istniejącego w XVI–XVIII w. istniała izba trębacza. W latach 1925–1939 z wieży kościoła klarysek rozbrzmiewał hejnał wojskowy w dniu Święta 3 Maja, zaś z inicjatywy Towarzystwa Miłośników Miasta Bydgoszczy w latach 1934–1939 sygnalista z plutonu trębaczy 16 Pułku Ułanów Wlkp. odgrywał z tego miejsca dwa razy dziennie hejnał maryjny. Znaczenie symboliczne mają również dźwięki dzwonów katedry bydgoskiej. Dwa z nich pochodzą z Kamieńca Podolskiego i trafiły do Bydgoszczy w 1923 r. w ramach traktatu ryskiego. Najstarszy z nich, odlany w 1641 r. zwany „Dzwonem Wołodyjowskiego”, opisany w Trylogii Henryka Sienkiewicza – był świadkiem kilku wydarzeń z historii Polski: utraty twierdzy w Kamieńcu Podolskim na rzecz Turków (1672) i powrotu wojsk polskich (1699).
Rozpoznawalnym symbolem dźwiękowym w Bydgoszczy jest też sygnał Pomorskiej Rozgłośni Polskiego Radia „Hej, ty Wisło modra rzeko…”, nawiązujący do flisaczych tradycji Bydgoszczy i regionu oraz muzyka skomponowana przez Grzegorza Daronia, towarzysząca spektaklowi ukazywania się Mistrza Twardowskiego w oknie jednej z kamienic na Starym Rynku w Bydgoszczy (godz. 13:13 i 21:13).

## Tradycje kultury muzycznej

### Okres staropolski (1346–1772)
W okresie I Rzeczypospolitej duży wpływ na krzewienie muzycznej w Bydgoszczy miały szkoły: parafialna istniejąca od XIV wieku przy bydgoskiej farze, kolegium bernardyńskie i kolegium jezuickie. Umuzykalnieniem społeczeństwa zajmowały się również bractwa i kapele klasztorne. W 1466 r. ufundowano Bractwo Bożego Ciała, które miało za obowiązek uczestniczenia i uświetniania swoim śpiewem nabożeństw. Kolejnym ośrodkiem muzyki w Bydgoszczy był klasztor bernardynów, założony w 1480 r., w którym wykonywano utwory wielogłosowe, muzykę organową, a kilku kantorów zyskało sławę w źródłach pisanych (Dionizy Szyjka, Stefan Rączka, Cyprian Kacki, Marcin Piwko). Bursy muzyczne istniały również przy klasztorze karmelitów i jezuitów. W szkole karmelickiej nauka trwała 7 lat, zaś adepci szkoły jezuitów uczyli się śpiewu i gry na instrumentach. W 1623 r. bydgoszczanie śpiewem i recytacją najpierw w bramie miejskiej, a potem farze i auli szkolnej powitali króla Zygmunta III, który w drodze do Gdańska zatrzymał się w Bydgoszczy. Kilku muzyków z Bydgoszczy rozwinęło swe kariery m.in. na dworze królewskim (Bartłomiej Wardeński – lutnista w kapeli Władysława IV) i w Krakowie (trębacz Melchior).
W tym okresie muzyka profesjonalna była związana głównie z Kościołem, lecz zespoły kościelne uświetniały również uroczystości świeckie.

### Okres zaboru pruskiego (1772–1920)
Na początku XIX wieku ukształtowały się w Bydgoszczy profesjonalne zespoły teatralne: niemieckie Wilhelma Vogla i Bernarda Seibta oraz polski Kaspra Kamińskiego. Ten ostatni, działający do 1815 roku, zaprezentował śpiewogrę Wojciecha Bogusławskiego z muzyką Jana Stefaniego Cud mniemany, czyli Krakowiacy i Górale, której warszawska prapremiera z 1794 roku przerodziła się w burzliwą manifestację patriotyczną.
W tym czasie pojawiły się nowe formy upowszechniania muzyki. Obok salonów mieszczańskich, w których amatorsko uprawiano muzykę oraz przyjeżdżających do miasta zespołów operowych i instrumentalnych coraz większą rolę w życiu Bydgoszczy odgrywały towarzystwa śpiewacze. Od ok. 1820 r. działało niemieckie Towarzystwo Śpiewacze (niem. Gesangverein) i Towarzystwo Operowe (niem. Opernverein), a od 1842 r. najstarszy bydgoski chór niemiecki Liedertafel.
Już w I połowie XIX w. wystawiano sztuki operowe w Teatrze Miejskim (zespoły z Gdańska, Poznania, Berlina). Niewątpliwym wydarzeniem było wystawienie na bydgoskiej scenie poznańskiej inscenizacji Tannhäusera Richarda Wagnera w sierpniu 1853 roku, na długo przedtem zanim z dziełem tym zapoznała się publiczność Berlina, Wiednia czy Monachium. Po 1842 r. szereg sztuk wystawiało własnymi siłami Towarzystwo Operowe wraz z chórem Liedertafel.
W latach 70. XIX wieku pojawiły się sekcje śpiewacze przy polskich stowarzyszeniach (Towarzystwo Czeladzi Polsko-Katolickiej, Towarzystwo Przemysłowe, Towarzystwo Kupców). W 1876 r. w panoramę Bydgoszczy wpisał się chór „Święty Wojciech”, w 1883 r. – Towarzystwo Śpiewu „Halka”, zaś w 1908 r. – chór mieszany „Moniuszko”. W 1885 r. odbył się w Bydgoszczy pierwszy zjazd chórów polskich, na którym padła myśl utworzenia Związku Kół Śpiewaczych, zrealizowana w 1892 r. Powołany w ramach związku Bydgoski Okręg Śpiewaczy należał do najlepiej pracujących okręgów w Rzeszy Niemieckiej. Z różnych relacji wynika, że w latach 1870–1900 istniały w polskich domach rzemieślniczych 32 zespoły domowego muzykowania. Pionierami krzewienia polskiej kultury muzycznej byli przede wszystkim krawcy i szewcy, których grupy zawodowe były wśród bydgoszczan najliczniejsze i najlepiej zorganizowane. Działalność amatorskiego ruchu muzycznego wśród Polaków pozwoliła wytworzyć u schyłku XIX w. na ziemi bydgoskiej silne organizacyjno-artystyczne struktury, będące bastionem polskości i patriotyzmu, które przetrwały kolejne stulecie mimo zmian ustrojów politycznych, wojen i przemian ideologicznych i estetycznych.
Niemiecki ruch śpiewaczy był reprezentowany w 1904 r. przez 10 chórów, z których najwyższy poziom osiągnęły: Liedertafel, Eintracht, Gutenberg i Towarzystwo Śpiewu Sine cura. Bydgoskie chóry niemieckie tworzyły okręg w ramach Poznańskiego Prowincjonalnego Związku Śpiewaczego (niem. Posener Provinzial-Sangerbund). Począwszy od 1855 r. w Bydgoszczy odbywały się kilkakrotnie niemieckie prowincjonalne zjazdy śpiewacze. W 1902 r. kulturalne organizacje niemieckie zrzeszono w Niemieckim Towarzystwie Sztuki i Wiedzy. W wydziale muzycznym tej organizacji znalazły się m.in. chóry, Bydgoskie Towarzystwo Orkiestrowe (niem. Orchesterverein, zał. 1898) i Bydgoski Związek Śpiewaczy (niem. Singakademie, 1903). Rodowód bydgoski posiadali też kompozytorzy niemieccy np. Gustav Graben-Hoffmann, zaś w 1880 r. w Bydgoszczy mieszkał i pracował jeden z najwybitniejszych muzykologów niemieckich – Hugo Riemann.
Na początku XX wieku istniały w Bydgoszczy trzy szkoły muzyczne: Bydgoskie Konserwatorium Muzyczne (zał. 1904 r., niem. Bromberger Konservatorium für Musik) oraz Bydgoska Wyższa Szkoła Muzyczna i Operowa (zał. 1907, niem. Bromberger Hochschule für Musik und Opernschule), Instytut Muzyczny Welmanna, trzy fabryki instrumentów, w tym najbardziej znana w Europie i na świecie Fabryka Pianin i Fortepianów Brunona Sommerfelda oraz liczne zespoły i orkiestry. Dyrektorzy Konserwatorium: Arnold Schattschneider, a potem Wilhelm von Winterfeld dbali nie tylko o kształcenie muzyków, ale również o działalność koncertową.
Działalność koncertową w okresie zaboru prowadziły głównie bydgoskie orkiestry wojskowe, a także organizowano występy gościnne artystów muzyków. W mieście istniało ok. 40 miejsc, w których odbywały się muzyczne spotkania i koncerty. Do najważniejszych należały: Strzelnica przy ul. Toruńskiej (1867, obecnie kinoteatr Adria), „Elysium” u zbiegu ul. Gdańskiej i Mickiewicza (1882), Kasyno Cywilne przy ul. Gdańskiej (1887), Resursa Kupiecka przy ul. Jagiellońskiej oraz Dom Polski przy ul. Warmińskiego (1907). Powszechnym elementem życia muzycznego i kulturalnego były prywatne sceny usytuowane zazwyczaj w zespołach ogrodowych typu Établissement. Przedstawienia i koncerty odbywały się w salach bankietowych z wydzieloną estradą, jak i w teatrach letnich. W centrum miasta grywano muzykę np. w Ogrodzie Teatralnej (ul. Focha 5), Bristolu (ul. Mostowa 9), Concordii. Osobną grupę miejsc koncertowych stanowiły te, które były usytuowane wzdłuż Kanału Bydgoskiego. Do największych z nich należały tzw. Ogrody Patzera (od 1860), położone w pobliżu III śluzy, które posiadały m.in. restaurację, teatr letni z widownią kilkuset osób, plac zabaw i muszlę koncertową. W miejscu tym wystawiano liczne spektakle teatralne i muzyczne w okresie letnim, gdy zawieszał swoją działalność Teatr Miejski. Wiele sal adaptowano dla wystawiania sztuk operowych, wodewili i operetek najbardziej oczekiwanych przez publiczność. W rozlicznych restauracjach, kawiarniach, ogrodach i parkach rozbrzmiewała muzyka symfoniczna oraz lekka i przyjemna, dziś zaliczana do kanonu muzyki poważnej. Zatrudniano okresowo solistów i zespoły, które wywodziły, ale przede wszystkim ze szkół muzycznych oraz z wojska.
Po 1896 r. rolę głównej miejskiej sali koncertowej przejęła scena nowo wybudowanego gmachu Teatru Miejskiego. Gdy w 1898 r. dyrektorem Teatru został Leo Stein (równocześnie był dyrektorem Teatru w Norymberdze), nastąpiło znaczne poszerzenie repertuaru, zwłaszcza muzycznego z udziałem sław kulturalnych ówczesnej Europy (Richard Strauss, Pietro Mascagni, Eduard Strauss, Pablo Sarasate). Ówczesny sezon teatralny w Bydgoszczy trwał 7 miesięcy w roku, tj. od października do Niedzieli Palmowej, po czym następowały kilkutygodniowe prezentacje przedstawień muzycznych realizowanych przez zaproszone teatry operowe. Podczas kwietniowego sezonu muzycznego prezentowano przeciętnie 15–20 oper i operetek. Zapraszano przede wszystkim zespoły z Rostocku, Poznania i Berlina. Oprócz dzieł Wolfganga Amadeusa Mozarta (Uprowadzenie z seraju, Wesele Figara), Ludwiga van Beethovena (Fidelio), Richarda Wagnera, Giuseppe Verdiego (Aida, Trubadur), Georges’a Bizeta (Carmen), znalazła się także opera Stanisława Moniuszki Halka w wersji niemieckojęzycznej.

### Dwudziestolecie międzywojenne (1920–1939)
W okresie 1920–1939 istotną rolę w życiu muzycznym miasta odgrywały przedsięwzięcia polskie, skupione wokół założonego w 1921 r. Bydgoskiego Towarzystwa Muzycznego, jak i mniejszość niemiecka, dla której Bydgoszcz była przyczółkiem ekspansji kulturalnej na wschód. Do przedsięwzięć niemieckich należały m.in.: działalność Bydgoskiego Konserwatorium Muzycznego (1904–1944), kierowanego przez Wilhelma von Winterfelda, przedstawienia operowo-operetkowe, koncerty i recitale na tzw. Scenie Niemieckiej (niem. Deutsche Bühne) oraz działalność sekcji muzycznej Niemieckiego Towarzystwa Sztuki i Wiedzy. W Bydgoszczy w okresie międzywojennym znajdowały się centrale dwóch niemieckich związków śpiewaczych: Bach-Verein (chóry kościelne) i Towarzystwa Śpiewaczego Poznań-Pomorze jednoczącego 27 chórów świeckich, w tym 4 bydgoskie: Germania, Gutenberg, Kornblume i Liedertafel. Scena Niemiecka z siedzibą w teatrze „Elysium” przy ul. Gdańskiej 52 (510 miejsc) reprezentowała najwyższy poziom wśród wszystkich niemieckich teatrów operowych działających w Polsce w tamtym okresie. Jako jedyna utrzymywała zespół operowy, baletowy i orkiestrę, a jej popularność wśród bydgoszczan (także Polaków) dorównywała Teatrowi Miejskiemu. Rocznie wystawiano ok. 100 spektakli, z tego połowę muzycznych. Do 1933 r. wystawiano oprócz niemieckich także sztuki polskie. Do popularnych lokali niemieckich należały: Kasyno Cywilne przy ul. Gdańskiej (niem. Deutsche Kasino-Gesellschaft „Erholung”), sala Emila Kleinerta przy ul. Wrocławskiej 7, sala Jakuba Wicherta przy ul. Grodzkiej 14 oraz Klubhaus-Frithjof przy ul. św. Floriana 6. Wśród zapraszanych artystów znajdowały się orkiestry, soliści i muzycy z Berlina i innych miast niemieckich oraz Wolnego Miasta Gdańska i Królewca. Niemieckie Konserwatorium kształciło na trzech poziomach nauczania: niższym, średnim i wyższym i współpracowała ściśle z Towarzystwem Muzycznym, Związkiem Nauczycieli Muzyki i Śpiewu oraz polskimi orkiestrami wojskowymi. Wśród jej uczniów i pedagogów znajdowało się także wielu Polaków.
Polskie przedsięwzięcia muzyczne inicjowało i koordynowało założone w 1921 r. Bydgoskie Towarzystwo Muzyczne. Słynęło ono z organizacji koncertów z udziałem miejscowych orkiestr, przyjezdnych artystów i muzyków, które odbywały się często w Teatrze Miejskim. Towarzystwo inspirowało rozwój szkolnictwa muzycznego, a w jego szeregach znajdowała się elita miejscowego życia kulturalnego. W Bydgoszczy działały wówczas dwie polskie szkoły muzyczne. W latach 1921–1939 funkcjonowała Bydgoska Szkoła Muzyczna – pierwsza prywatna polska szkoła kierowana przez Leona Jaworskiego, dyrygenta chórów i muzyka. 1 października 1925 r. pianista Zygmunt Lisicki doprowadził do utworzenia Miejskiego Instytutu Muzycznego, który w 1927 r. staraniem poznańskiego skrzypka i pedagoga Zdzisława Jahnke został przekształcony w Miejskie Konserwatorium Muzyczne, prowadzone do 1939 r. przez Irenę Jahnke. Pracowali w nim znani muzycy, m.in.: Władysław Raczkowski, Alfons i Edmund Rezlerowie, Felicja Krysiewicz, Zdzisława i Halina Wojciechowskie, Jerzy Stefan. Szkoła z uwagi na prowadzoną działalność artystyczną stała się centrum polskiego życia muzycznego w mieście. Posiadała orkiestrę symfoniczną i chór mieszany, a w 1932 r. powstało Collegium Musicum z orkiestrą kameralną organizujące koncerty profesorów i artystów zamiejscowych.
Bydgoskie Towarzystwo Muzyczne od 1938 r. roztaczało opiekę nad Miejską Orkiestrą Symfoniczną, utworzoną w styczniu 1936 r. oraz wieloma innymi inicjatywami artystycznymi. W latach 1934–1939 funkcjonowała także Rada Artystyczno-Kulturalna, koordynująca miejskie życie kulturalne, z aktywną sekcją muzyczną, która m.in. była inicjatorką założenia w Bydgoszczy Studia Polskiego Radia. W ostatnim przed wojną sezonie 1938/1939 funkcjonowała w Bydgoszczy Miejska Orkiestra Symfoniczna, złożona z 46 muzyków, kierowana przez Alfonsa Rezlera oraz Orkiestra Salonowa (20 osób) pod kierownictwem Ludwika Kwaśnika, specjalizująca się w wykonaniach muzyki rozrywkowej, zwłaszcza w Rozgłośni Pomorskiej Polskiego Radia.
Przed wybuchem II wojny światowej Bydgoszcz była miastem pełnym śpiewu i koncertów. Istniały cztery orkiestry wojskowe, 3 szkoły muzyczne, 12 chórów. Co roku organizowano zjazdy śpiewacze w których uczestniczyły zespoły Okręgu Bydgoskiego Związku Kół Śpiewackich Polskich oraz okręgów sąsiednich (Inowrocław, Toruń, Poznań, Gdańsk). Liczne festiwale najwybitniejszych solistów organizowała delegatura warszawskiego Ormuzu, kierowana przez Felicję Krysiewicz. Udało się osiągnąć znaczny postęp w umuzykalnieniu społeczeństwa, a Bydgoszcz była jednym z nielicznych polskich miast posiadających własną Miejską Orkiestrę Symfoniczną. Całość wzbogacał Teatr Miejski przygotowujący spektakle operowe i operetkowe. Począwszy od 1928 r. w Teatrze Miejskim powstał niezależny dział muzyczny, chór oraz pary baletowe. W latach 30. zespół ten wystawiał własnymi siłami przedstawienia operowe, cieszące się dużą popularnością, m.in. Halka, Straszny dwór, Tosca”, Madame Butterfly, Trubadur, La Traviata, Rigoletto, Carmen, Bal maskowy, Verbum nobile, Pajace i inne. Organizowano też na gościnne występy Opery Poznańskiej i Warszawskiej. Muzyczny koloryt miasta dopełniała działalność amatorska m.in. kilkudziesięciu zespołów mandolinistów (m.in. Bydgoskie Towarzystwo Mandolinistów zał. 1923), akordeonistów, kilkunastu kataryniarzy
Do ważniejszych miejsc, w których prowadzono polską działalność koncertową należały m.in.: Kasyno Cywilne, Strzelnica, Resursa Kupiecka, cztery kasyna wojskowe.
Z dziesiątków postaci animujących życie muzyczne w Bydgoszczy przed II wojną światową na uwagę zasługuje rodzina Rezlerów (Arnold, Alfons, Edmund) oraz śpiewaczka Felicja Krysiewicz, którzy odegrali dużą rolę w życiu muzycznym miasta także po II wojnie światowej.

### II wojna światowa
Podczas okupacji niemieckiej, naziści zabronili pod karą śmierci kultywowania polskiego życia kulturalnego. W kampanii wrześniowej zginął dyrygent Miejskiej Orkiestry Symfonicznej Alfons Rezler. Głównym ośrodkiem teatru, sztuki i muzyki stał się Teatr Miejski przeznaczony „tylko dla Niemców”, do którego sprowadzono zespół teatralny z Rygi. Oprócz przedstawień dramatycznych do 1944 r. odegrano kilkanaście spektakli muzycznych (opery, operetki, balet). Orkiestra Teatru występowała także jako Miejska Orkiestra Symfoniczna. W latach 1940–1944 co roku organizowano 4–5 dużych koncertów symfonicznych oraz kilkanaście wieczorów kameralnych i fortepianowych. W lutym 1943 r. odbył się cykl imprez kulturalnych pod nazwą „Tydzień muzyki”.
Miejscowe szkoły muzyczne przeznaczono wyłącznie dla Niemców. Bydgoskie Konserwatorium Muzyczne przemianowano na „Bromberge Privatschule für Musik”, a w 1943 zlikwidowano. Natomiast w gmachu polskiego Konserwatorum Muzycznego w 1940 r. rozpoczęła działalność niemiecka – „Musikschule der Stadt Bromberg”, którą organizował i prowadził organista Georg Juedeke. Szkołę tę zamknięto w grudniu 1944 r. w obliczu nadciągającej Armii Czerwonej.

### Okres powojenny (od 1945)
Wkrótce po wyzwoleniu Bydgoszczy spod okupacji niemieckiej, 21 lutego 1945 r. staraniem prof. Felicji Krysiewiczowej i Floriana Dąbrowskiego przywrócono do życia Miejskie Konserwatorium Muzyczne. W październiku 1945 r. Konserwatorium przemianowano na Pomorską Średnią i Niższą Szkołę Muzyczną, a 1 września 1947 r. – upaństwowiono, tworząc Państwową Średnią Szkołę Muzyczną i Państwową Niższą Szkołę Muzyczną. Dziś kontynuatorem tych tradycji jest Państwowy Zespół Szkół Muzycznych im. Artura Rubinsteina, znany z działalności szkoleniowej i koncertowej.
Organizatorami życia muzycznego w latach 40. byli członkowie przedwojennego Towarzystwa Muzycznego i Miejskiego Konserwatorium Muzycznego (Adam Dachtera, Florian Dąbrowski, Irena Jahnke, Mikołaj Karaśkiewicz, Felicja Krysiewicz, Irena Tołłoczko). Szkoła muzyczna użyczała miejsc dla prób i koncertów, brała udział w wieczorach literacko-muzycznych, m.in. w „Środach Literackich”. 7 maja 1946 r. otwarto Pomorski Dom Sztuki, w którym jedno z pomieszczeń zaadaptowano na salę koncertową, którą użytkowały orkiestry symfoniczne. Życie muzyczne w tym okresie nie wspierane dostatecznie przez władze administracyjne, opierało się głównie na działalności Towarzystwa Muzycznego, które wspomagało bydgoskich symfoników organizacyjnie i finansowo ze składek społecznych. Do czołowych postaci środowiska kompozytorskiego należeli wówczas: Florian Dąbrowski oraz Konrad Pałubicki, który w latach 60. współorganizował Bydgoskie Towarzystwo Naukowe i Instytut Wychowania Muzycznego WSP.
W 1945 r. w Rozgłośni Pomorskiej Polskiego Radia prof. Felicja Krysiewicz wespół z przybyłym z Wilna wiolonczelistą i dyrygentem Arnoldem Rezlerem, powołali do życia Orkiestrę Symfoniczną Polskiego Radia w Bydgoszczy. Jej trzon stanowili najlepsi muzycy działający w mieście. Zespół ten prowadził regularną działalność radiową, trwającą do momentu jego rozwiązania w 1955 r. Orkiestra ta grająca zarówno muzykę poważną, jak i rozrywkową zyskała popularność w całym kraju za pośrednictwem łączy radiowych z programem ogólnopolskim.
Do znacznego rozwoju przedsięwzięć muzycznych doszło w związku z uroczystościami 600-lecia miasta Bydgoszczy, które miały miejsce w dniach od 19 kwietnia do 1 września 1946 roku. Uświetnił je m.in. konkurs 33 chórów i zespołów muzycznych z całego kraju, wybór w konkursie Hejnału Bydgoszczy oraz piosenki, którą wygrała kompozycja „Zielono jest w mojej Bydgoszczy” śpiewana przez Olę Obarską. Niejako przy okazji zorganizowano Festiwal Muzyki Polskiej oraz utworzono 60-osobową orkiestrę, która po kilku miesiącach przekształcona została w Pomorską Orkiestrę Symfoniczną. W okresie 1945–1950 zorganizowała ona kilkadziesiąt koncertów symfonicznych, koncerty popularne i recitale, a także koncertowała z solistami z całej Polski (Stanisław Szpinalski, Zbigniew Drzewiecki, Regina Smendzianka, Kazimierz Wiłkomirski i Wanda Wiłkomirska) oraz z muzykami zagranicznymi. Orkiestrą dyrygowali m.in. Witold Rowicki i Bohdan Wodiczko.
Począwszy od 1949 r. Pomorska Orkiestra Symfoniczna pod kierunkiem Mieczysława Tomaszewskiego rozwinęła szeroką działalność artystyczną i upowszechnieniową w całym województwie pomorskim, co doprowadziło do jej upaństwowienia oraz przekształcenia w 1953 r. w Orkiestrę Symfoniczną Filharmonii Pomorskiej. We wrześniu 1955 r. Państwowa Filharmonia Pomorska, licząca 65 muzyków, została zasilona muzykami z rozwiązanej Orkiestry Symfonicznej Polskiego Radia. W tym samym roku nazwa instytucji uległa zmianie na Filharmonia Pomorska im. Ignacego Paderewskiego. W latach 1955–1958 z inicjatywy dyrektora filharmonii Andrzeja Szwalbe wybudowano nowy gmach dla Państwowej Filharmonii Pomorskiej. Budynek nawiązywał architektonicznie do Filharmonii Narodowej, a sala koncertowa dysponowała wyśmienitą akustyką, docenianą przez artystów krajowych i zagranicznych. Pierwszy koncert w nowo powstałym gmachu odbył się 15 listopada 1958 r.
Specyficzne miejsce wśród instytucji muzycznych Bydgoszczy ze względu na charakter działalności i uprawiany repertuar, zajmowała Orkiestra Reprezentacyjna Pomorskiego Okręgu Wojskowego, powołana do życia w sierpniu 1950 r. Już rok później osiągnęła liczbę 51 muzyków i w kolejnych latach utrwalała swoją pozycję jednej z czołowych orkiestr wojskowych w kraju.
W początkach 1947 r. zawiązał się w Bydgoszczy 30-osobowy zespół śpiewaczek i śpiewaków operowych, których zrzeszono w Studium Operowym. W 1947–1948 r. Studium wystawiło 6 przedstawień przy dużej frekwencji publiczności. Z powodu nikłej pomocy organizacyjnej i finansowej władz, dalszą działalność Studium zaniechano. Inicjatywa powołania zawodowego Studia Operowego powiodła się dopiero w grudniu 1955 r. z inicjatywy Towarzystwa Muzycznego. Na początku 1956 r. utworzono zespoły solistów, baletu i chóru. W grudniu 1956 r. zorganizowano pierwsze przedstawienie, na które złożyły się jednoaktowe opery Flis i Verbum nobile Stanisława Moniuszki oraz balet Wesele w Ojcowie Karola Kurpińskiego. Po czterech latach działalności, w 1959 r. Studio przekształcono w Teatr Muzyczny Opery i Operetki, który rok później upaństwowiono (Państwowy Teatr Muzyczny). Placówka aż do połowy lat 90. nie posiadała własnej sceny, mając siedzibę w zaadaptowanym do jej potrzeb Pomorskim Domu Sztuki. Spektakle prezentowano trzy razy w tygodniu na scenie Teatru Polskiego. Pomimo trudnych warunków, zdobywało tu pierwsze doświadczenia i rozpoczynało karierę szereg artystów. W 1973 r. rozpoczęto budowę okazałego gmachu Opery, malowniczo położonego w zakolu Brdy, którą zakończono w 2006 r. Od 1990 r. instytucja nosi nazwę Opera Nova, a jej sztandarową imprezą jest od 1994 r. Bydgoski Festiwal Operowy.
Począwszy od lat 50. XX w. ogromną rolę w życiu muzycznym Bydgoszczy odgrywała Filharmonia Pomorska, kierowana przez wybitnego animatora kultury Andrzeja Szwalbe. Od 1958 r., gdy zorganizowano Biuro Koncertowe, Filharmonia Pomorska zajmowała jedno z pierwszych miejsc w kraju pośród instytucji upowszechniających muzykę. Wyrazem prężności tej instytucji było powołanie zespołu naukowo-badawczego muzykologów, współpracujących z Uniwersytetem Warszawskim i Bydgoskim Towarzystwem Naukowym. W 1959 r. narodził się pomysł utworzenia zespołu muzyki dawnej. Capella Bydgostiensis pro Musica Antiqua powstała w 1960 r., a 1 marca 1962 r. wystąpiła z pierwszym koncertem. Capella składała się z zespołu instrumentalistów dawnych, wokalnego oktetu madrygalistów i orkiestry kameralnej. Wizytówką Filharmonii była Orkiestra Symfoniczna, której dyrektorami artystycznymi byli znani polscy dyrygenci (Robert Satanowski, Zbigniew Chwedczuk, Antoni Wit, Tomasz Bugaj, Jerzy Salwarowski). Uczestniczyła ona w renomowanych festiwalach, w Polsce i za granicą. Począwszy od 1958 r. w Bydgoszczy gościnnie występowały również sławy światowej muzyki, zarówno dyrygenci, jak i pianiści, skrzypkowie, wirtuozi, zespoły muzyki dawnej, chóry, orkiestry symfoniczne i kameralne.
Zgodnie z upodobaniem Andrzeja Szwalbe, działalność artystyczną łączono w Filharmonii z ekspozycją dzieł sztuki i wzbogacaniem przestrzeni o obiekty małej architektury. W ten sposób w ciągu kilkudziesięciu lat Filharmonia stała się centrum unikalnej w Polsce dzielnicy muzycznej. Wnętrza Filharmonii ozdobiła galeria portretów rzeźbiarskich najwybitniejszych kompozytorów polskich oraz zbiór cennych gobelinów, zaś na zewnątrz otoczono ją galerią pomników wybitnych kompozytorów i wirtuozów wtopionych w park Jana Kochanowskiego.
Od 1961 r. datowana jest tradycja festiwalowa Filharmonii Pomorskiej. Odbył się wtedy I Ogólnopolski Konkurs Pianistyczny im. I.J. Paderewskiego, którego laureatem został Jerzy Maksymiuk, współcześnie jeden z najwybitniejszych dyrygentów polskich. We wrześniu 1963 r. Filharmonia gościła uczestników Festiwalu Muzyki Polskiej, który stał się coroczną imprezą (od 1968 r. Bydgoski Festiwal Muzyczny), podobnie jak dopełnienie Warszawskiej Jesieni, czyli „Warszawska Jesień w Bydgoskiej Miniaturze”. W 1966 r. zainaugurowano Międzynarodowy Festiwal Muzyki Dawnej zwany Musica Antiqua Europae Orientalis, wraz z kongresem naukowym, odbywający się co 3 lata. Obie imprezy zyskały wysoką rangę artystyczną i poznawczą w skali Polski i Europy. Musica Antiqua Europae Orientalis aż do 1989 r. był jedynym miejscem, w którym mogli się spotykać muzycy i teoretycy z obu stron „żelaznej kurtyny” i w związku z tym ceniony był zwłaszcza przez środowiska muzyczne USA i Europy Zachodniej. Do innych przedsięwzięć muzycznych, jakie miały miejsce w tym okresie należały m.in. Międzynarodowe Sympozjum Animatorów Muzyki (kwiecień 1977), utworzenie Międzynarodowego Centrum Dokumentacji i Informacji Technik Animacji Muzycznej (czerwiec 1979) oraz powstanie stacji naukowej Instytutu Muzykologicznego Uniwersytetu Warszawskiego (1979 r.).
Począwszy od końca lat 40. środowiska kulturalne Bydgoszczy czyniły starania o otwarcie wyższej szkoły muzycznej. 1 września 1960 r. rozpoczęło działalność Studium Muzyczne im. Emila Młynarskiego przy Towarzystwie Muzycznym w Bydgoszczy, o statusie społecznej szkoły artystycznej, które było zalążkiem uczelni muzycznej. 1 października 1974 r. powstała w Bydgoszczy filia Państwowej Wyższej Szkoły Muzycznej w Łodzi, którą 27 listopada 1979 r. przekształcono w samodzielną uczelnię, mieszczącą się w zabytkowym budynku (1904-1906), na terenie bydgoskiej dzielnicy muzycznej. Odtąd rozpoczął się rozwój Akademii Muzycznej, która w latach 80. stała się ważnym elementem miejscowego życia muzycznego m.in. poprzez organizację licznych koncertów i festiwali. W 1981 r. nadano jej za patrona Feliksa Nowowiejskiego, związanego z Bydgoszczą w okresie międzywojennym.
Ważne znaczenie dla życia kulturalnego miasta miała także muzyczna działalność rozrywkowa, którą od 1 stycznia 1958 r. kierowała Wojewódzka Agencja Imprez Estradowych. Organizacją placówki zajmował się Czesław Piekarczyk, angażując do działalności artystycznej aktorów z teatrów bydgoskich, Teatru Muzycznego, Filharmonii Pomorskiej oraz twórców skupionych wokół Rozgłośni Polskiego Radia. Instytucja ta organizowała występy kabaretowe, widowiska teatralne, kameralne, rewiowe, plenerowe. W 1963 r. placówkę przemianowano na Estradę Bydgoską, a w 1975 r. w Przedsiębiorstwo Imprez Artystycznych „Estrada”. W latach 70. „Estrada” realizowała ok. 500 imprez rocznie, w tym w okresie letnim w Leśnym Parku Kultury i Wypoczynku.
W dziedzinie twórczości amatorskiej duże znaczenie miał ruch śpiewaczy. W 1956 r. Pomorski Związek Śpiewaczy obejmował cztery okręgi (bydgoski, toruński, chojnicki, żniński) z 49 chórami skupującymi 40 zespołów śpiewaczych. W latach 70. działało 6 chórów bydgoskich; męskie: „Halka” (najstarszy chór męski w Polsce – zał. 1883 r.) i „Hasło” (zał. 1920 r.) oraz mieszane: „Arion” (zał. 1924 r.), „Dzwon” (zał. 1923 r.), „Harmonia” (zał. 1920 r.) i „Lutnia”. Pod względem artystycznym najbardziej liczącym się chórem w Bydgoszczy był „Arion”, który współpracował z Państwową Filharmonią Pomorską.
W 1958 r. powstał zespół popularyzujący folklor Kujaw, Kaszub, Krajny i Pałuk – Zespół Pieśni i Tańca Ziemia Bydgoska, który był jednocześnie zespołem instrumentalnym, wokalnym i tanecznym. W latach 60. i 70. XX w. powstało w Bydgoszczy także wiele zespołów muzycznych. Do wybitniejszych należały m.in. Młodzieżowa Orkiestra Kameralna, zespół filharmoników Tadeusza Dudzińskiego, Zespół Barokowy, a także zespół wokalno-instrumentalny „Viva Aqua”. Od 1973 r. działał w Bydgoszczy Oddział Północny Polskiego Stowarzyszenia Jazzowego. Organizował on od 1974 r. cykliczny festiwal „Pomorska Jesień Jazzowa”. Swój wkład w kulturę muzyczną wzniosły także uczelnie bydgoskie: Wyższa Szkoła Pedagogiczna (Bydgoska Kapela Podwórkowa, zespół pieśni dawnej, kwartet smyczkowy, zespół jazzowy, zespoły poezji śpiewanej), Akademia Techniczno-Rolnicza (zespół „Viva Aqua”), Akademia Muzyczna. Od 1977 r. Bydgoszcz stała się miejscem Festiwali Muzykującej Młodzieży (Bydgoskie Impresje Muzyczne), organizowanych przez Pałac Młodzieży.
Kolejny etap rozwoju życia muzycznego nastąpił w latach 90. XX w. Powołano wówczas do życia wiele festiwali i konkursów muzycznych, które kontynuowane są do dzisiaj. Duży prestiż i popularność zyskała Opera Nova, zwłaszcza po oddaniu do użytku okazałej siedziby tej instytucji. W 2006 r. dwie bydgoskie instytucje muzyczne: Filharmonię Pomorską i Operę Nova wpisano na listę priorytetowych polskich placówek kulturalnych, utrzymywanych w części przez Ministerstwo Kultury i Dziedzictwa Narodowego.
7 grudnia 2000 r. na wniosek Bydgoskiego Towarzystwa Muzycznego, popartego przez Filharmonię Pomorską i Akademię Muzyczną w Bydgoszczy, Sejm RP specjalną uchwałą ogłosił rok 2001 Rokiem Ignacego Jana Paderewskiego. Ogólnopolska inauguracja Roku Paderewskiego miała miejsce 16 lutego 2001 r. w Bydgoszczy.
Po 1990 r. nastąpił również rozwój niezależnych, prywatnych klubów, pubów, piwnic i galerii, które stały się ostoją nowych kierunków artystycznych – muzycznych i plastycznych. Niezależne kluby zaczęły spełniać ważną funkcję w życiu lokalnego środowiska, łącząc światy: młodego masowego odbiorcy i nowoczesnej, elitarnej sztuki. Kilka klubów bydgoskich stało się centrami kultury znanymi w całej Polsce i poza jej granicami. Należały do nich m.in. Klub Mózg (zał. 1994) będący ośrodkiem muzyki yassowej, „Eljazz” i „Bogart” promujący muzykę jazzową, „Kuźnia” i wiele innych. Dzięki aktywności klubów kultury niezależnej, Bydgoszcz, kojarzona do tej pory z muzyką poważną, coraz częściej jest postrzegana jako miasto – siedziba środowisk tworzących muzykę i sztukę awangardową.

### Sławni muzycy w Bydgoszczy

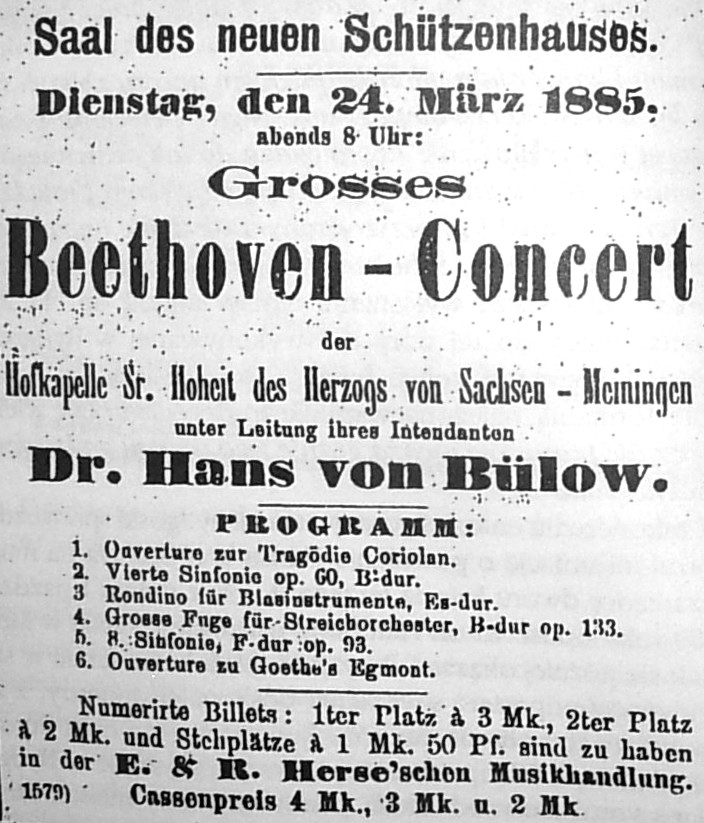
Anons koncertu orkiestry z Meiningen pod dyrekcją Hansa von Bülowa w sali Strzelnicy w Bydgoszczy – 15 marca 1885 „Ostdeutsche Presse”

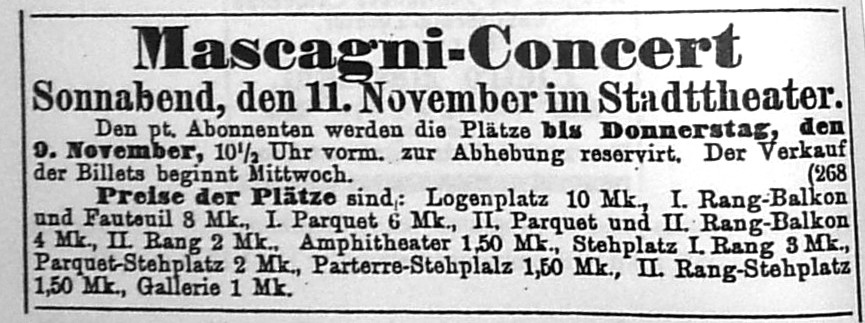
Anons koncertu orkiestry „La Scali” pod dyrekcją Pietro Mascagniego w Teatrze Miejskim – 5 listopada 1899 „Bromberger Zeitung”

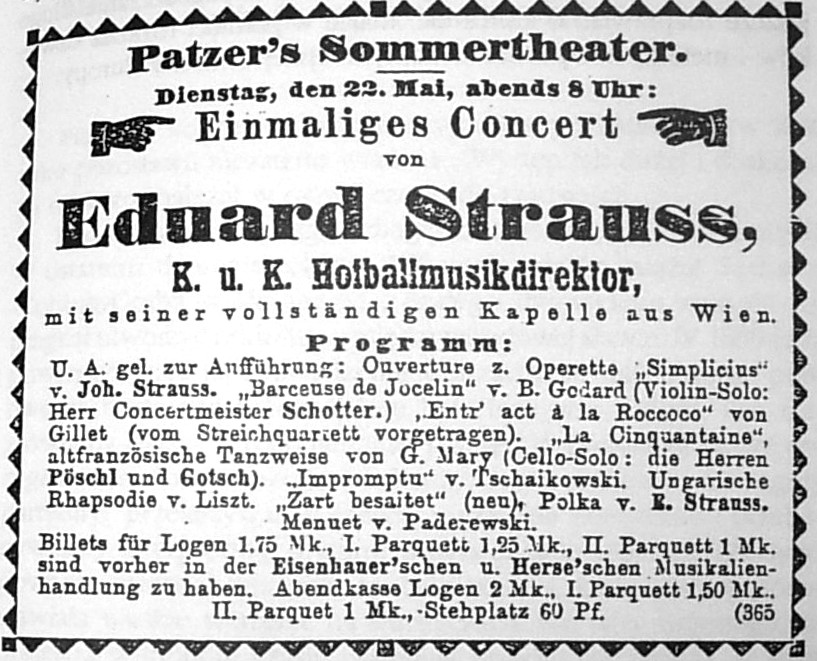
Anons o koncercie wiedeńskiej orkiestry Johanna Straussa pod batutą Eduarda Straussa w teatrze letnim Patzera – 18 maja 1900 r. „Bromberger Zeitung”

Począwszy od połowy XIX wieku, gdy Bydgoszcz została połączona siecią kolejową z Europą Zachodnią, stała się miejscem odwiedzin i pobytu słynnych postaci życia muzycznego ówczesnego świata. Od 1896 r. godne miejsce dla występów stanowił nowy budynek Teatru Miejskiego.
- Dwukrotnie odwiedzał Bydgoszcz kompozytor Hans von Bülow: w 1880 r. wystąpił w Sali Strzelnicy przy ul. Toruńskiej z recitalem fortepianowym, a w 1885 r. jako dyrygent orkiestry z Meiningen. W dowód uznania i sympatii Büllowa do Bydgoszczy, władze miasta nazwały jedną z arterii miejskich Büllowstrasse (dziś Aleja Mickiewicza), przy której w 1904 r. powstało Bydgoskie Konserwatorium Muzyczne.
- W 1880 r. po habilitacji na Uniwersytecie w Lipsku, osiedlił się w Bydgoszczy Hugo Riemann – jeden najwybitniejszych muzykologów europejskich. Przez rok pełnił pedagoga muzyki oraz dawał prywatne lekcje w domu przy Wełnianym Rynku 10.
- W 1891 i ponownie w latach 1898–1900 występował w Bydgoszczy kompozytor i pianista Eugen d’Albert (uczeń Ferenca Liszta) wraz ze śpiewaczką i kompozytorką Teresą Carreno.
- 25 października 1899 r. wystąpił w Teatrze Miejskim deklamator Ernst von Possart, będący zwierzchnikiem Teatru Dworskiego w Monachium. Przedstawianemu przez niego eposowi „Enoch Arden” towarzyszył kapelmistrz orkiestry dworskiej w Berlinie Richard Strauss.
- 11 listopada 1899 r. wystąpiła w Bydgoszczy 80-osobowa orkiestra z mediolańskiej „La Scali” pod dyrekcją Pietro Mascagniego.
- 14 lutego 1900 r. wystąpił z koncertem w Bydgoszczy światowej sławy skrzypek Pablo Sarasate.
- 22 maja 1900 r. występowała w Bydgoszczy najsłynniejsza wówczas na świecie – orkiestra Johanna Straussa, kierowana przez syna słynnego muzyka – Eduarda Straussa. Koncert wykonywany w teatrze letnim Ogrodu Patzera zakończył menuet Ignacego Jana Paderewskiego.
- 25 marca 1912 r. koncertowała w Bydgoszczy (Strzelnica przy ul. Toruńskiej) po raz drugi orkiestra z Meiningen, tym razem pod dyrekcją Maxa von Regera.
- W dwudziestoleciu międzywojennym wielokrotnie odwiedzał Bydgoszcz wybitny polski kompozytor, dyrygent i wirtuoz Feliks Nowowiejski. 3 kwietnia 1921 r. dyrygował bydgoskim chórem „Halka” w sali strzelnicy przy ul. Toruńskiej, zaś 18 listopada 1923 r. odbył koncert w Seminarium Nauczycielskim w Bydgoszczy z okazji 5. rocznicy odzyskania niepodległości. Wydarzeniem dużej skali była uroczystość odsłonięcia pierwszego w Polsce pomnika Henryka Sienkiewicza 31 lipca 1927 r. w Bydgoszczy, podczas której w obecności prezydenta RP Ignacego Mościckiego kierował koncertem wykonywanym przez orkiestrę reprezentacyjną 68. pułku piechoty WP i połączone chóry z Bydgoszczy i Poznania[26].
- W latach 1921–1924 mieszkał w Bydgoszczy (willa przy ul. Kozietulskiego 5 na Bielawach) kompozytor Karol Szymanowski wraz z matką, siostrami i bratem Feliksem – pianistą. W tym czasie skomponował m.in. pieśni do cyklu wierszy Juliana Tuwima pod nazwą „Słopiewnie”, inicjujące nowy okres w jego twórczości oraz eseje o Igorze Strawińskim i Fryderyku Chopinie.
- Czterokrotnie w Bydgoszczy (1923, 1924, 1926, 1927) koncertował śpiewak operowy (bas) Adam Didur, pracujący w mediolańskiej La Scali oraz Metropolitan Opera w Nowym Jorku.
- Czterokrotnie (1926, 1927, 1929, 1930) wystąpiła w Teatrze Miejskim światowej sławy śpiewaczka Ada Sari. Artystka wykonywała różnojęzyczne pieśni oraz największe koloraturowe arie operowe. Z recenzji prasowych wynika, że publiczność przyjmowała ją entuzjastycznie, „zasypując ją kwiatami i prośbami o bisy”.
- Będąc u zarania swej kariery, w czerwcu 1926 r. Bydgoszcz odwiedził słynny śpiewak Jan Kiepura. Wcielił się w postać Fausta w operze Charles’a Gounoda.

Kolejne znane postacie życia muzycznego zaczęły odwiedzać Bydgoszcz od lat 50. XX w., po oddaniu do użytku nowej sali koncertowej Filharmonii Pomorskiej o znakomitej akustyce. Odtąd przez estrady bydgoskiej Filharmonii przewijały się sławy muzycznego świata: soliści, zespoły, dyrygenci i kompozytorzy. W latach 60. i 70. należeli do nich m.in.:
- 1957 – dyrygent Stanisław Skrowaczewski, zdobywca I nagrody na Międzynarodowym Konkursie Akademii Św. Cecylii w Rzymie;
- 1959 – zespół Orchestre de la Suisse Romande z dyrygentem Ernestem Ansermetem, pianista Witold Małcużyński i inni uczniowie I.J. Paderewskiego – Henryk Sztompka, Władysław Kędra, Stanisław Szpinalski;
- 1960 – dyrygent Leopold Stokowski, pianista Artur Rubinstein;
- 1961 – dyrygent Jerzy Semkow;
- 1962 – dyrygent Paweł Klecki (Szwajcaria), Aram Chaczaturian w ramach cyklu „Warszawska jesień w bydgoskiej miniaturze”;
- 1963 – pianista Swiatosław Richter;
- 1967, 1968 – dyrygent Carlo Zecchi, Rudolf Barszaj z Orkiestrą Kameralną;
- 1970 – dyrygent Roberto Benzi;
- lata 60. – pianiści: Arthur Moreira Lima (1965), Maurizio Pollini (1966), Emil Gilels (1967);
- lata 70. – kompozytorzy Witold Lutosławski, Krzysztof Penderecki oraz wybitni polscy dyrygenci: Witold Rowicki, Henryk Czyż, Antoni Wit, Bohdan Wodiczko, Jerzy Katlewicz, Jan Krenz, Jerzy Maksymiuk, Kazimierz Kord i inni;
- lata 60. i 70. – skrzypkowie, wirtuozi, np. Ruggiero Ricci, Sidney Harth (1959), Leonid Kogan, Dawid i Igor Ojstrachowie (1961), Luciano Pavarotti, Aleksiej Sułtanow, Nino Albatrosa, Wadim Brodski, Leila Josefowicz, Grigorij Żyslin (1977) oraz znane w świecie zespoły muzyczne: Orkiestra Radiokomitetu z Moskwy, Narodowa Orkiestra Radia i TV z Francji, Ars Nova z Paryża, Barocco z Moskwy, Orkiestry Symfoniczne z Tokio, Budapesztu, Sofii, Berlina, Moskwy, New York Chaber Solist, Madrygaliści z Bratysławy, chóry z wielu krajów świata, „Collegium Musicum” z Bolonii, Chór Radia Szwedzkiego, Orkiestra Kameralna z Paryża i inne.

### Podmioty gospodarcze związane z branżą muzyczną
Dla dopełnienia obrazu kultury muzycznej Bydgoszczy na uwagę zasługują miejscowe podmioty gospodarcze związane z branżą muzyczną. W latach 1910–1924 przy ul. Gdańskiej istniała fabryka budowy organów, którą prowadził Paul Völkner. Jego autorstwa są m.in. organy w kościele Najświętszego Serca Pana Jezusa w Śródmieściu Bydgoszczy (1911), w kościele Św. Trójcy (1912) oraz w kilkunastu świątyniach ewangelickich. Kolejną firmą słynącą z wykonawstwa organów było działające w latach 1920–1936 przedsiębiorstwo Mieczysława Wybrańskiego (ucznia Völknera), który wykonał organy, m.in. dla fary chełmińskiej (54 głosy, 3 manuały, 2 kontuary). Jego uczniami było z kolei kilku innych organmistrzów (Kazimierz Dudziński, Józef Sobiechowski, Stanisław Zblewski, Stanisław Zgórski), którzy trudnili się budową i naprawą organów także w latach powojennych.
W dwudziestoleciu międzywojennym w Bydgoszczy prowadziło działalność także kilkunastu lutników, wykonujących i naprawiających instrumenty muzyczne. Do najwybitniejszych z nich należał Stanisław Niewczyk, prowadzący przy ul. Śniadeckich 2 wytwórnię instrumentów smyczkowych, dętych, szarpanych, gitar i mandolin, nagradzanych na Wystawach Krajowych (1929, 1949, 1950).
Kolejnymi bydgoskimi przedsiębiorstwami, których wyroby były znane w całej Polsce i za granicą były fabryki pianin i fortepianów. Najbardziej znaną, największą w Polsce fabryką i hurtownią tych instrumentów, była istniejąca w latach 1905–1945 Fabryka Pianin i Fortepianów Brunona Sommerfelda, posiadająca filie w całym kraju (Warszawa, Poznań, Katowice, Łódź, Gdańsk). W ciągu swego istnienia firma ta sprzedała około 10 tys. fortepianów i pianin, w tym 4 tys. zbudowanych we własnej wytwórni. Oprócz niej istniały w Bydgoszczy jeszcze trzy wytwórnie (Willi Jähne – ul. Gdańska 42, Otto Majewski – ul. Kraszewskiego 10, Stanisław Wojdylak – ul. Jackowskiego 10). Łącznie liczba pracowników zatrudnionych w latach 20. i 30. przy produkcji fortepianów w Bydgoszczy wynosiła 150–200 osób.

## Instytucje

### Filharmonia Pomorska im. Ignacego Jana Paderewskiego

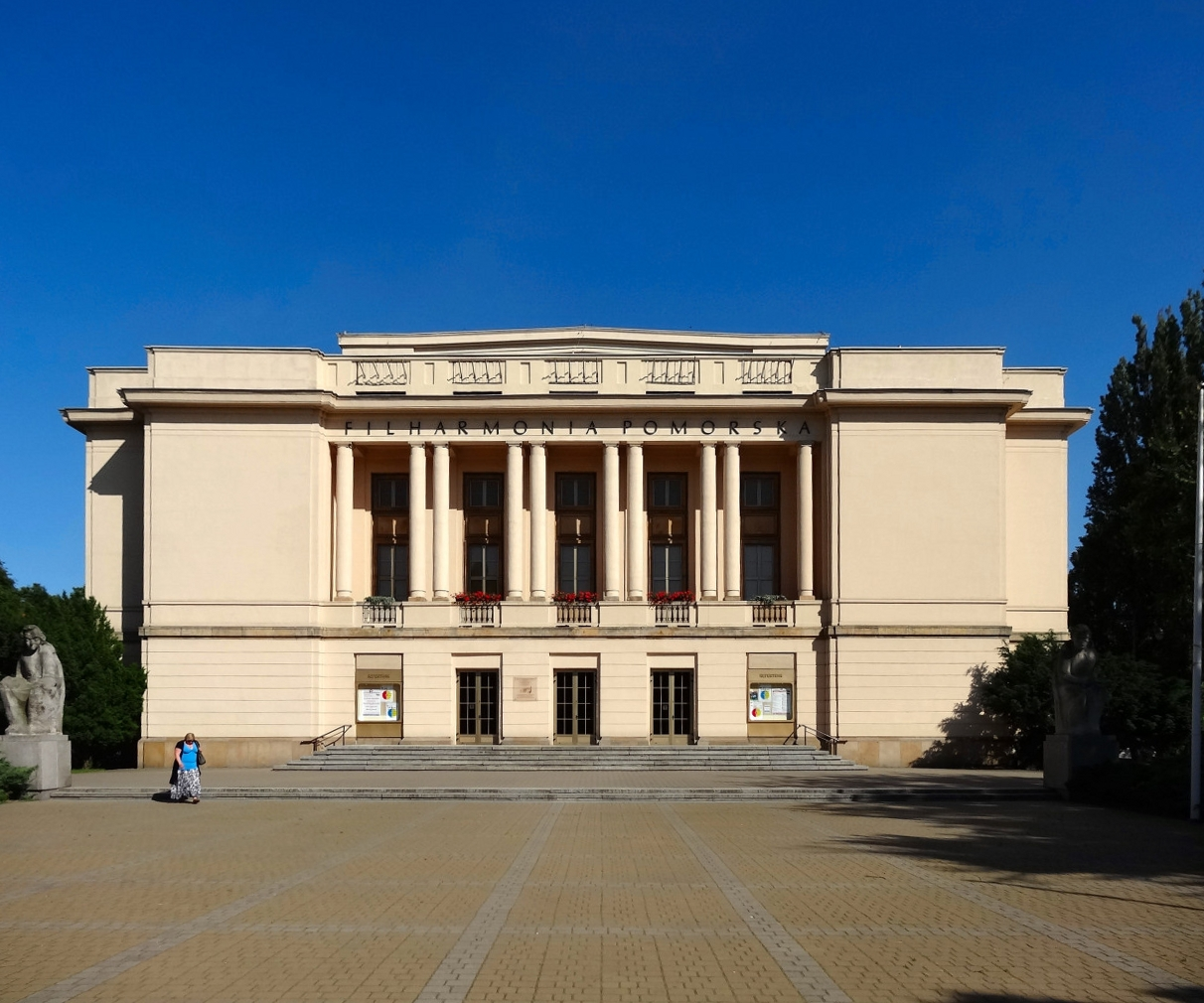
Filharmonia Pomorska im. Ignacego Jana Paderewskiego

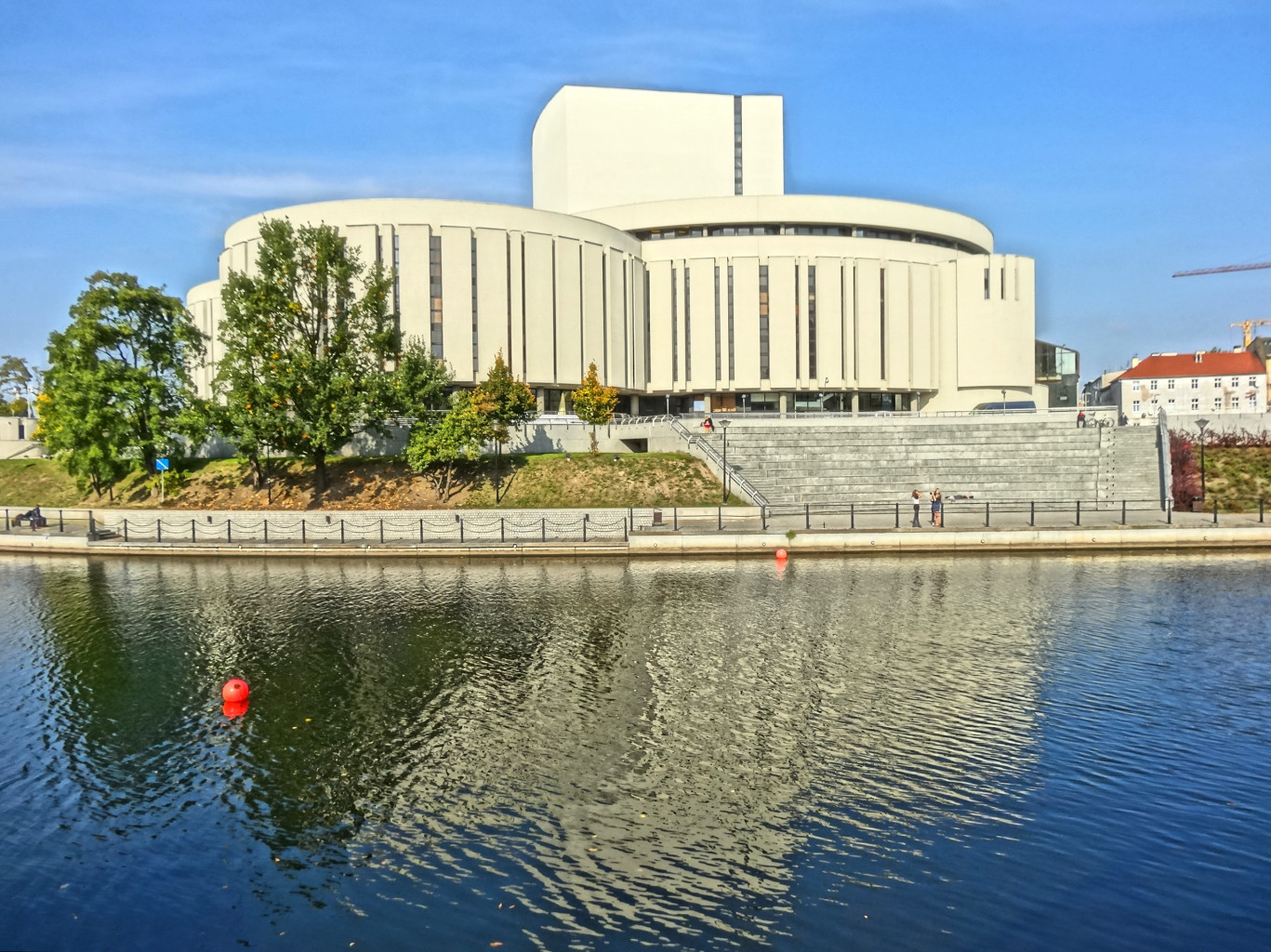
Opera Nova

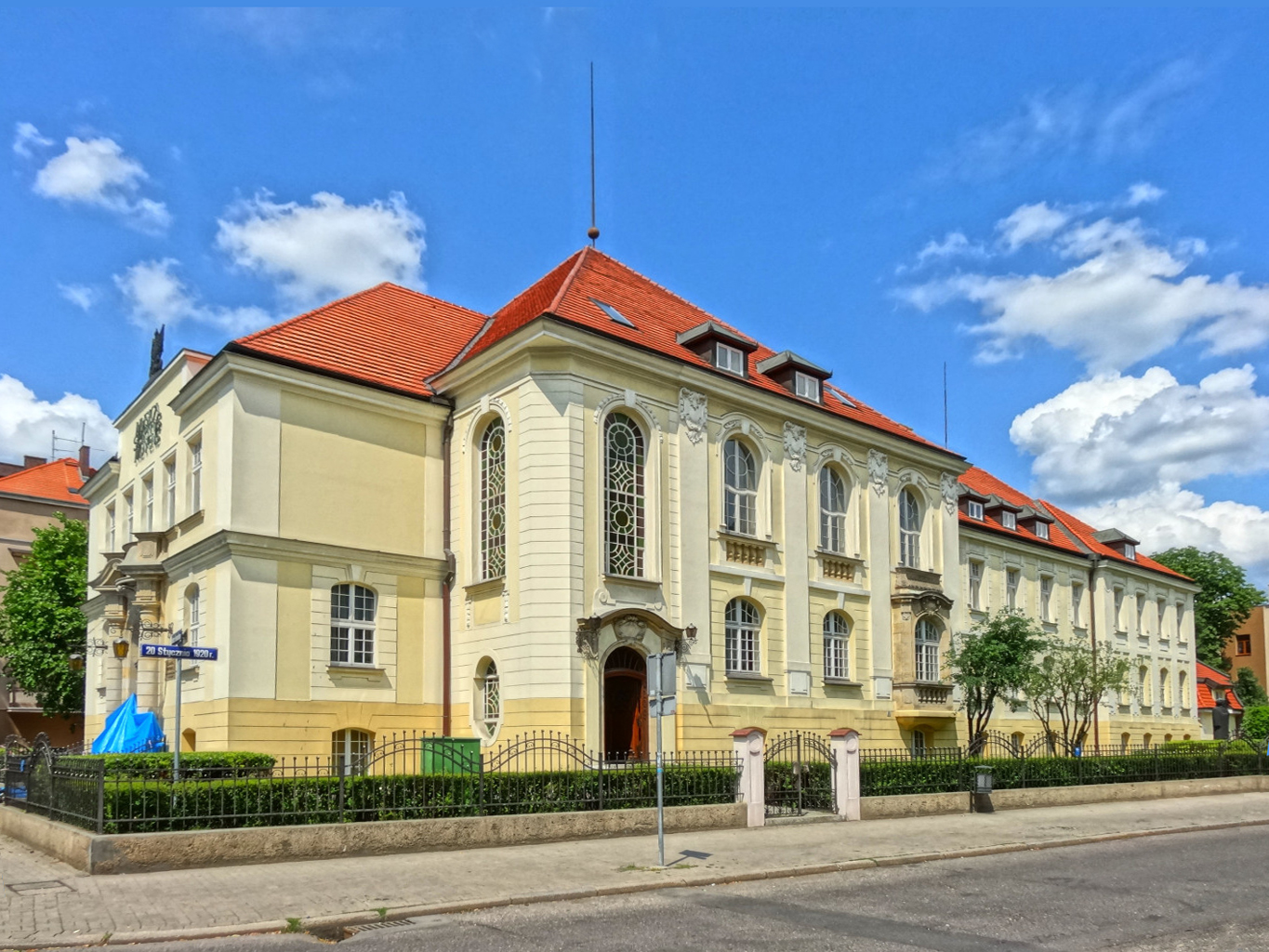
Akademia Muzyczna im. Feliksa Nowowiejskiego w Bydgoszczy

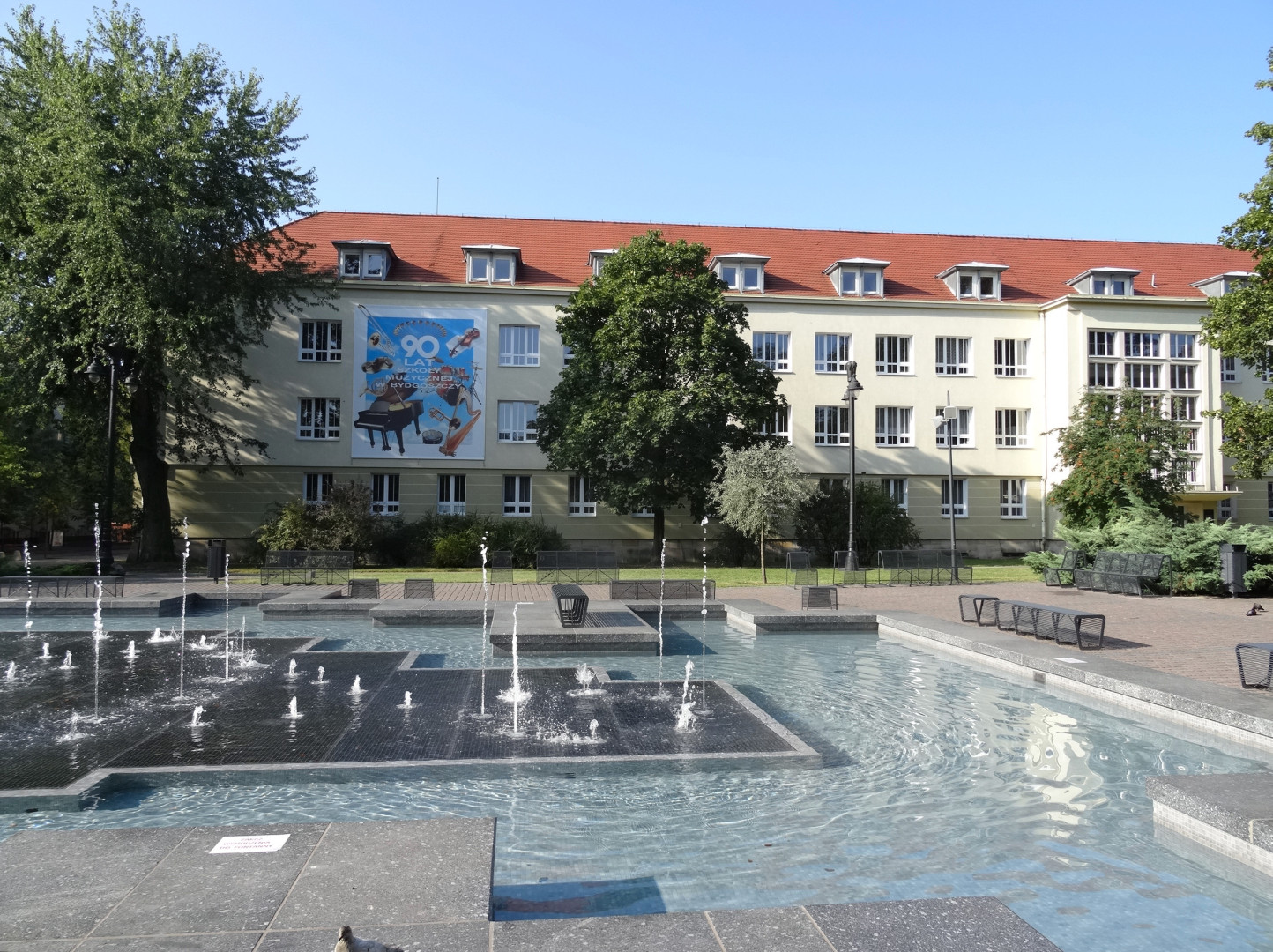
Zespół Szkół Muzycznych im. Artura Rubinsteina

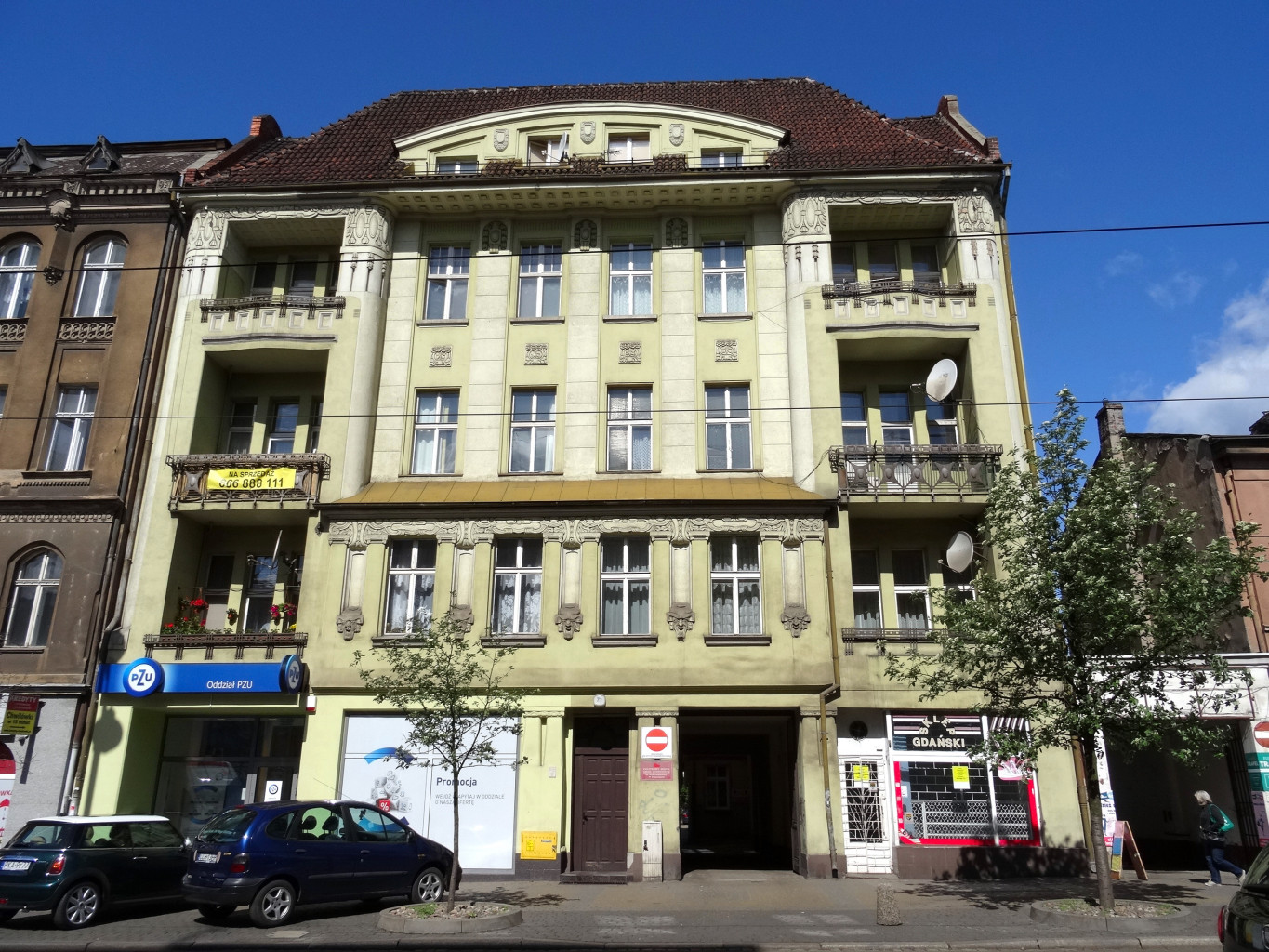
Kamienica Gdańska 71 w Bydgoszczy – jedna z siedzib Państwowego Zespołu Szkół Muzycznych im. Artura Rubinsteina

Filharmonia Pomorska im. Ignacego Jana Paderewskiego to najstarsza i najbardziej utytułowana instytucja kultury muzycznej w regionie kujawsko-pomorskim. Powstała z przekształcenia Pomorskiej Orkiestry Symfonicznej w 1953 r. Okazały budynek filharmonii położony w bydgoskiej dzielnicy muzycznej ukończono w 1958 r. Posiada salę koncertową na 920 miejsc i salę kameralną na 170 miejsc. Sala koncertowa z uwagi na fenomen akustyki, cieszy się dużym zainteresowaniem sławnych artystów oraz jest wykorzystywana do profesjonalnych nagrań muzycznych, zapisywanych na płytach CD. Na bydgoskiej estradzie występowało wiele światowych sław, a także znane w świecie orkiestry symfoniczne i zespoły muzyczne. Realizowana działalność artystyczna to koncerty symfoniczne, kameralne oraz recitale. Od 1958 r. prowadzona jest również szeroka działalność edukacyjna wśród dzieci i młodzieży.
FP jest jedyną filharmonią w Polsce, która oprócz działalności artystycznej prowadzi działalność naukową, organizując w cyklu trzyletnim międzynarodowe kongresy Musica Antiqua Europae Orientalis. Od 1963 r. jest także organizatorem Bydgoskiego Festiwalu Muzycznego. Budynek filharmonii otacza galeria pomników wybitnych kompozytorów i wirtuozów, a wnętrza ozdabia kolekcja gobelinów, fortepianów i popiersi znanych artystów scen muzycznych.
Filharmonia posiada dwa etatowe zespoły artystyczne. Orkiestra Symfoniczna Filharmonii Pomorskiej powstała w 1946 r., a swym rodowodem sięga okresu międzywojennego, zaś Orkiestra Kameralna Capella Bydgostiensis pro Musica Antiqua powstała w 1962 r. i była jednym z pierwszych w kraju zespołów prezentujących muzykę dawną na instrumentach z epoki i ich kopiach. Zespoły artystyczne FP mają na swym koncie liczne nagrania płytowe oraz tournée zagraniczne.

### Opera Nova
Opera Nova to wizytówka kulturalna Bydgoszczy, jedyny teatr muzyczny na terenie województwa kujawsko-pomorskiego. Statystyki świadczą, że na przedstawienia Opery Nova przybywają najczęściej widzowie z całego regionu kujawsko-pomorskiego oraz terenów dawnych województw: koszalińskiego, olsztyńskiego i pilskiego. Początki zawodowej Opery i Operetki w Bydgoszczy sięgają 1956 r., zaś nazwę Opera Nova otrzymała w 1990 r. Mieści się w zbudowanym w latach 1973–2006 gmachu w kształcie trójlistnej koniczyny, położonym w staromiejskim zakolu rzeki Brdy. Budowla liczy sześć kondygnacji. W największym kręgu znajdują się sale: widowiskowa na 803 miejsca i kameralna na 216 miejsc, drugi krąg zajmują sale prób i magazyny, zaś krąg trzeci – Regionalne Centrum Kongresowe.
Opera Nova oferuje repertuar obejmujący dzieła operowe, baletowe, operetki, musicale oraz koncerty. Odbywa się tu także szereg festiwali, zarówno Bydgoski Festiwal Operowy, jak również inne związane z muzyką i filmem (Camerimage). W bydgoskiej Operze zaczynały karierę uznane dziś primadonny, śpiewacy i tancerze baletowi. Gościli tu słynni artyści operowi krajowi i zagraniczni oraz występują regularnie zespoły z najznamienitszych scen operowych świata.
Opera Nova posiada trzy zawodowe zespoły artystyczne: orkiestrę, chór i balet, które oprócz działalności na własnej scenie, odbywają co roku tournée zagraniczne.

### Akademia Muzyczna im. Feliksa Nowowiejskiego
Akademia Muzyczna im. Feliksa Nowowiejskiego jest jedyną w regionie kujawsko-pomorskim państwową uczelnią artystyczną, kształcącą muzyków w kilkunastu specjalnościach. Jej historia rozpoczęła się 1 października 1974 r. jako filia Wyższej Szkoły Muzycznej w Łodzi. Po usamodzielnieniu uczelni, które nastąpiło 27 listopada 1979 r., rozbudowano jej strukturę o nowe kierunki i specjalności, analogicznie do pozostałych akademii muzycznych w Polsce. W 2010 r. uczelnia kształciła 474 studentów na 4 wydziałach, 7 kierunkach i kilkunastu specjalnościach, zaś kadrę pedagogiczną stanowiło 135 nauczycieli akademickich.
Uczelnia oferuje studia I stopnia, II stopnia, studia doktoranckie oraz podyplomowe. Absolwentami uczelni są m.in. Rafał Blechacz – zwycięzca XV Międzynarodowego Konkursu Pianistycznego im. Fryderyka Chopina (2005), Paweł Wakarecy – finalista XVI Międzynarodowego Konkursu Pianistycznego im. Fryderyka Chopina (2010, jedyny Polak w finale konkursu), Krzysztof Herdzin – muzyk poważny i jazzowy i inni. Siedzibą uczelni jest zabytkowy budynek dawnego starostwa położony w dzielnicy muzycznej oraz znajdujący się w pobliżu kompleks kamienic z salą koncertową. Ważną sferą aktywności zawodowej kadry akademickiej oprócz działalności naukowej i pedagogicznej są występy w recitalach, koncertach symfonicznych i spektaklach operowych.
Działalność artystyczna obejmuje różne formy koncertów, spektakli oraz konkursy i festiwale muzyczne o zasięgu ogólnopolskim i międzynarodowym. Do koncertów cyklicznych należą m.in.: Bydgoskie Wtorki Muzyczne, Czwartki Organowe i niedzielne Poranki Muzyczne dla Dzieci, do festiwali m.in.: Festiwal Laureatów Konkursów Muzycznych, Festiwal Młodych Organistów i Wokalistów im. J. Popiełuszki, do konkursów m.in.: Ogólnopolski Międzyuczelniany Konkurs Muzyki Kameralnej na Zespoły Instrumentów Dętych, Międzynarodowy Konkurs Pianistyczny im. Ignacego Jana Paderewskiego, Konkurs na Fugę.
Do grona uczelnianych zespołów należą m.in.: Orkiestra Symfoniczna, Orkiestra Kameralna „Akademia”, Chór Akademicki i Chór Kameralny.

### Zespół Szkół Muzycznych im. Artura Rubinsteina
Państwowy Zespół Szkół Muzycznych im. Artura Rubinsteina jest spadkobiercą przedwojennego Miejskiego Konserwarium Muzycznego w Bydgoszczy. Powojenne przekształcenia szkoła przechodziła w 1947 i 1952 r. Od 1975 r. funkcjonuje jako Państwowy Zespół Szkół Muzycznych; w 1991 r. nadano mu imię wybitnego pianisty Artura Rubinsteina.
Siedzibą szkoły są dwa kompleksy: znajdujący się na terenie dzielnicy muzycznej budynek przy ul. Libelta 7 oraz kamienica przy ul. Gdańskiej 71 wraz z salą koncertową. W skład PZSM wchodzą podstawowe i ogólnokształcące szkoły muzyczne I i II stopnia, w których nauka trwa 6 lat. Od 2009 r. istnieje Klasa Talentów dla wybitnie uzdolnionych uczniów, którym szkoła proponuje indywidualny tok nauczania oraz opiekę nauczycieli akademickich z Bydgoszczy, Poznania, Gdańska i Warszawy. W 2010 r. kształciło się w szkole ok. 600 uczniów w zakresie gry na instrumentach klawiszowych, perkusyjnych, smyczkowych, a także wokalistyki i rytmiki.
Sztandarowym festiwalem organizowanym przez PZSM od 1993 roku jest Międzynarodowy Konkurs Młodych Pianistów Arthur Rubinstein in memoriam. Szkoła jest także organizatorem kilkunastu konkursów oraz przesłuchań ogólnopolskich i regionalnych.
Do grona szkolnych zespołów należą m.in.: Szkolna Orkiestra Symfoniczna, orkiestra dęta, dziecięca orkiestra symfoniczna, chór szkolny, dziecięcy chór kameralny, kwartety smyczkowe, dęte, zespoły perkusyjne i muzyki rozrywkowej, duety fortepianowe, zespoły wokalne i wokalno-aktorskie.

### Inne instytucje i szkoły związane z muzyką
- Pałac Młodzieży w Bydgoszczy – centrum kultury dzieci i młodzieży, organizator Bydgoskich Impresji Muzycznych oraz szeregu zespołów tanecznych, instrumentalnych, wokalnych i chórów Strona;
- Polskie Radio Pomorza i Kujaw – rozgłośnia pełniąca misję radia publicznego, szeroko nawiązująca do spraw kultury; posiada profesjonalne studio nagraniowe, z którego korzystają różnorodni twórcy, od muzyki poważnej do rockowej Strona;
- Uniwersytet Kazimierza Wielkiego – Instytut Edukacji Muzycznej – posiada m.in. uprawnienia do nadawania tytułu doktora w dziedzinie – sztuki muzyczne, dyscyplinie artystycznej – dyrygentura oraz prowadzi studia I i II stopnia na kierunku edukacja artystyczna w zakresie sztuki muzycznej, ul. Chodkiewicza 30 Strona;
- Akademicka Przestrzeń Kulturalna WSG – miejsce uprawiania kultury studenckiej; mieści m.in. salę prób muzycznych, strefę klubową, studio nagrań; Strona
- Szkoła Muzyczna Yamaha – szkoła prywatna, ul. Gdańska 47A (Bydgoszcz centrum), ul. Skarżyńskiego 4 (Fordon) Strona;
- Mały Instytut Muzyczny – szkoła prywatna, ul. Kołłątaja 1.

## Chóry

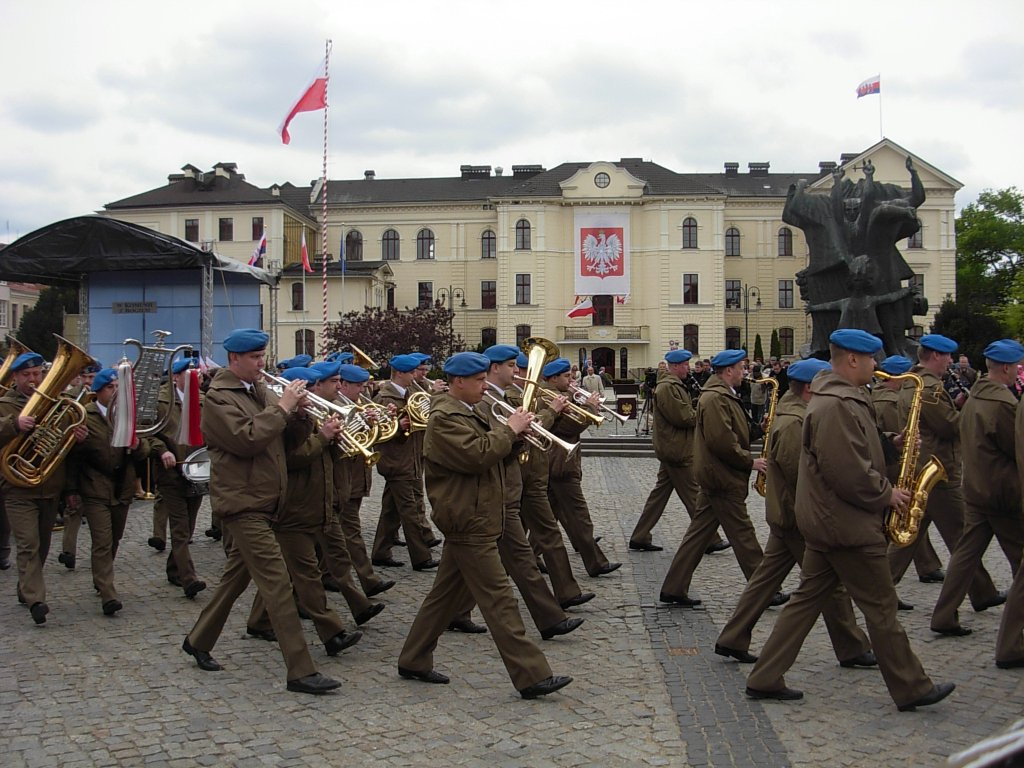
Orkiestra Wojskowa czasie obchodów Święta 3 Maja 2011 r. na Starym Rynku w Bydgoszczy

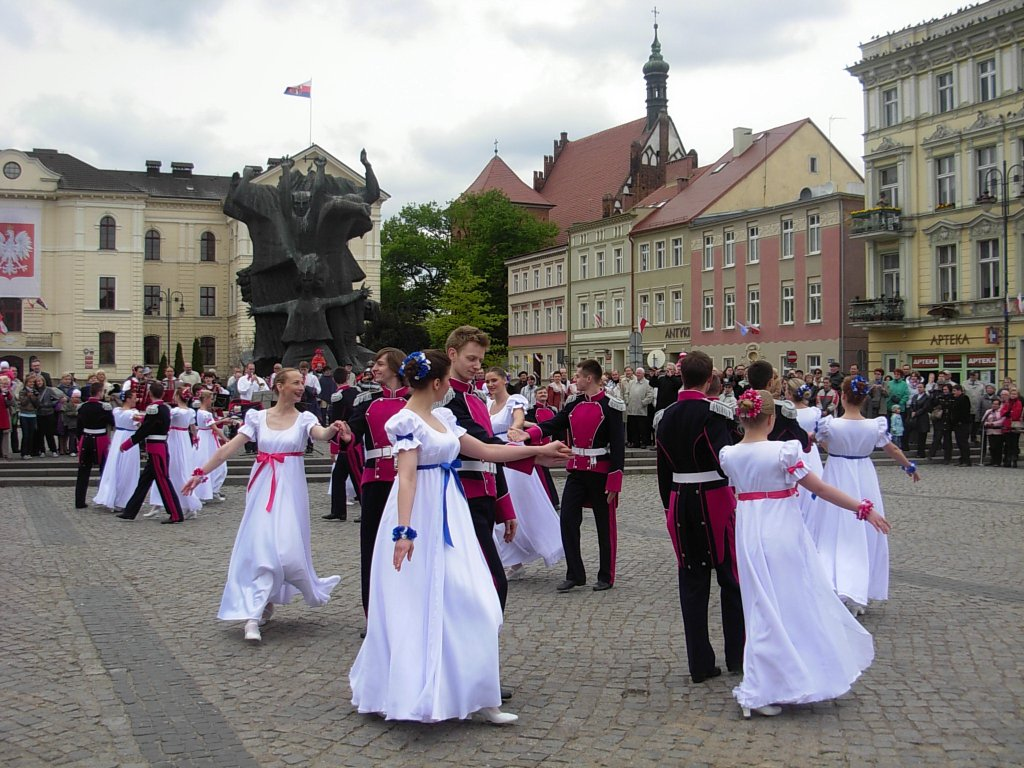
Zespół Pieśni i Tańca Ziemi Bydgoskiej w czasie obchodów Święta 3 Maja 2011 r. na Starym Rynku w Bydgoszczy

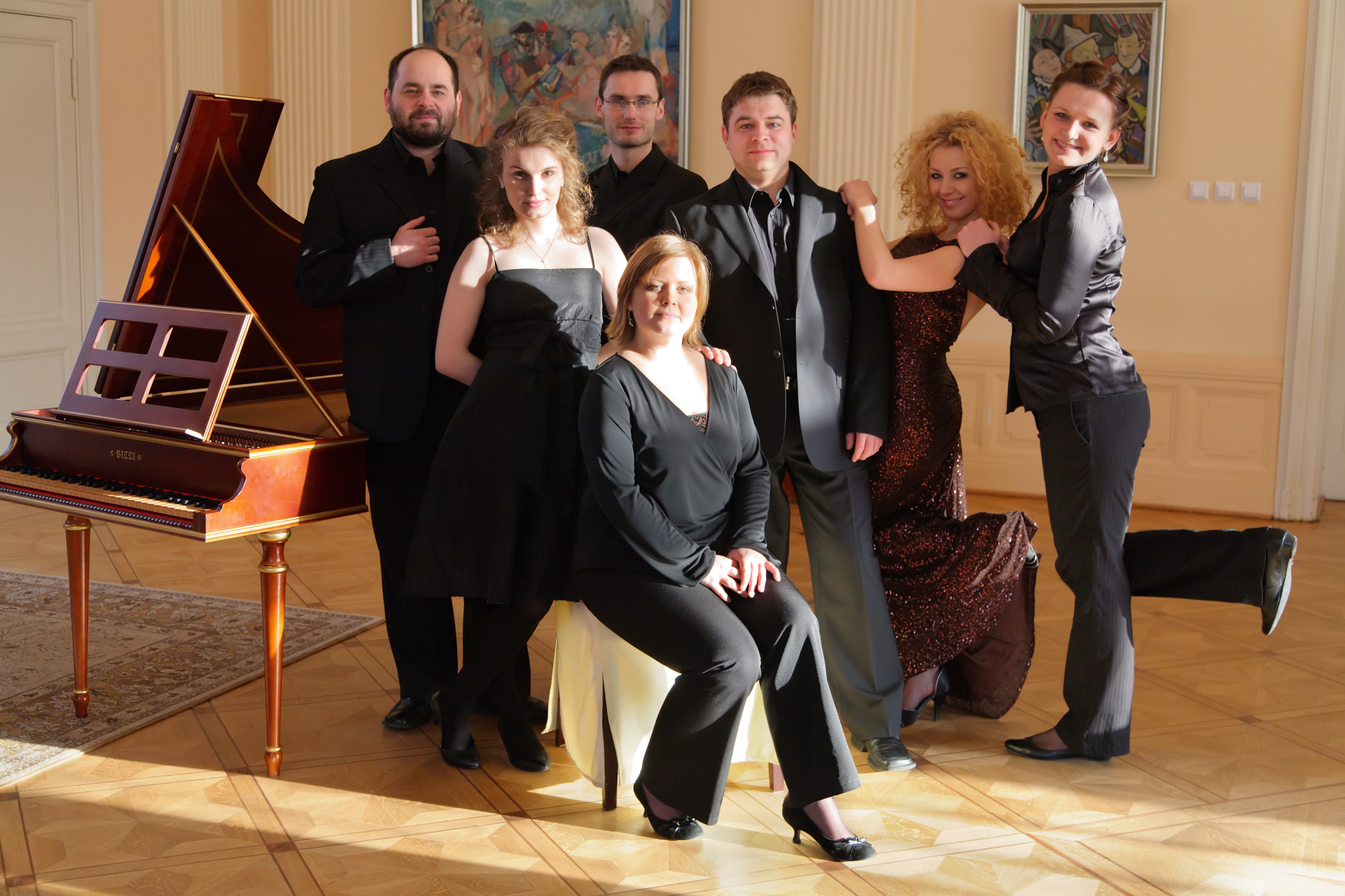
Bydgoski zespół muzyki dawnej Laboratoire de la Musique

Tradycje wielogłosowego śpiewu w Bydgoszczy sięgają okresu staropolskiego. Zorganizowane niemieckie towarzystwa śpiewacze istniały od 1820 r., wystawiając nawet wspólnie sztuki operowe. W 1876 r. założono przy parafii farnej najstarszy bydgoski chór kościelny Towarzystwo Śpiewu „Św. Cecylia” (w 1893 r. zmiana nazwy na „Święty Wojciech”), zaś w 1883 r. powstało istniejące do dziś Towarzystwo Śpiewu „Halka”. Do 1920 r. kilka bydgoskich chórów było zrzeszonych w Wielkopolskim Związku Śpiewaczym. W dwudziestoleciu międzywojennym powstało kilkanaście nowych polskich zespołów chóralnych, z których do dzisiaj istnieją m.in. „Hasło”, „Harmonia”, „Dzwon”, „Vincentinum”. Bujny rozwój chóralistyki po 1945 r. ustabilizował się w latach 70., kiedy działało sześć chórów bydgoskich. Pod względem artystycznym najbardziej liczącym się zespołem był wówczas półzawodowy chór „Arion”, który w latach 1953–1990 ściśle współpracował z Filharmonią Pomorską. Po 2000 r. znacznie wzrosła liczba chórów, zwłaszcza akademickich i parafialnych.
W 2011 r. istniało w Bydgoszczy około 40 chórów, w większości zrzeszonych w Polskim Związku Chórów i Orkiestr oraz Federacji Caecilianum. Wśród nich funkcjonuje kilka chórów zawodowych (Opera Nova, Akademia Muzyczna), 8 akademickich, po kilkanaście świeckich i kościelnych oraz kilka młodzieżowych i dziecięcych, prowadzonych głównie przez Pałac Młodzieży. Do najważniejszych należą:
- Towarzystwo Śpiewu „Halka” w Bydgoszczy (zał. 1883)
- Stowarzyszenie Śpiewacze Męski Chór „Hasło” w Bydgoszczy (zał. 1920)
- Chór mieszany „Harmonia” w Bydgoszczy (zał. 1920)
- Chór mieszany „Dzwon” w Bydgoszczy (zał. 1923)
- Chór „Vincentinum” (zał. 1928)
- Chór Opery Nova (zał. 1956)
- Chór Akademicki Akademii Muzycznej w Bydgoszczy (zał. 1974)
- Zespół Pieśni Dawnej Uniwersytetu Kazimierza Wielkiego (zał. 1974)
- Chór Kameralny Akademii Muzycznej w Bydgoszczy (zał. 1986)
- Collegium Vocale Bydgoszcz (zał. 1992)
- Chór Akademicki Uniwersytetu Kazimierza Wielkiego (zał. 1992)
- Chór mieszany „Fordonia” w Bydgoszczy (zał. 1992)
- Zespół Pieśni Dawnej „Fresca Voce” w Bydgoszczy (zał. 1998)
- Bydgoski Chór Katedralny (zał. 1999)

## Orkiestry
Próby organizacji zawodowej orkiestry miejskiej podejmowano na początku XX w. (niemieckie Towarzystwo Orkiestrowe, zał. 1898), a także w latach 1921–1922. W okresie międzywojennym istniały w Bydgoszczy zespoły symfoniczne przy szkołach muzycznych, niemiecko-polska orkiestra teatralna (Deutsche Bühne) oraz kilkadziesiąt orkiestr dętych amatorskich i zawodowych. Wyróżniały się zwłaszcza orkiestry wojskowe – pułkowe stacjonujących w Bydgoszczy jednostek, orkiestra kolejowa, a także orkiestry szkolne i zakładowe. Pierwsza Miejska Orkiestra Symfoniczna powstała w Bydgoszczy w styczniu 1936 r., zaś charakter półzawodowy uzyskała w 1938 r., po przejęciu kierownictwa przez Alfonsa Rezlera. W 1946 r. reaktywowano ją pod kierownictwem Arnolda Rezlera i przekształcono w Pomorską Orkiestrę Symfoniczną. Niezależnie od tego wizytówką artystyczną Bydgoszczy w latach 1946–1955 była Orkiestra Symfoniczna Polskiego Radia w Bydgoszczy kierowana również przez Arnolda Rezlera, która tworzyła na żywo oprawę muzyczną dla audycji Polskiego Radia nadawanych z Bydgoszczy, a także znana była w kraju i za granicą dzięki audycjom ogólnopolskim. Od 1950 r. funkcjonowała także Orkiestra Reprezentacyjna Pomorskiego Okręgu Wojskowego w Bydgoszczy. W 1953 r. zespoły bydgoskie przekształcono w Orkiestrę Symfoniczną Filharmonii Pomorskiej. Od 1962 istnieje Capella Bydgostiensis, specjalizująca się w muzyce dawnej oraz zawodowa Orkiestra Opery Nova. Powstawaniu kolejnych orkiestr: dętych, kameralnych i symfonicznych sprzyjało rozwijające się średnie i wyższe szkolnictwo muzyczne w Bydgoszczy, zwłaszcza powołanie Akademii Muzycznej (1974).
W 2011 r. działały w Bydgoszczy m.in. następujące orkiestry symfoniczne i inne zrzeszone w Polskim Związku Chórów i Orkiestr:
- Orkiestra Symfoniczna Filharmonii Pomorskiej (zał. 1936, 1945)
- Orkiestra Symfoniczna Zespołu Szkół Muzycznych (zał. 1939)
- Orkiestra Kolejowa (zał. 1920) – w latach 1920–1939 orkiestra kolejarzy węzła bydgoskiego i warsztatów głównych I klasy, w latach 1940–1944 Kolejowa Orkiestra Dęta, a od 1945 r. – orkiestra ZNTK – Zakładów Naprawczych Taboru Kolejowego[32]
- Orkiestra Wojskowa w Bydgoszczy (zał. 1950)
- Kwartet Pomorski (zał. 1958)
- Capella Bydgostiensis (zał. 1962)
- Orkiestra Opery Nova (zał. 1963)
- Orkiestra Zespołu Szkół Elektronicznych (zał. 1968)
- Jazz Big Band ’75 przy Pałacu Młodzieży w Bydgoszczy (zał. 1975)
- Akademicka Orkiestra Symfoniczna (zał. 1976)
- Orkiestra Kameralna Accademia dell’arco (zał. 1989)
- Młodzieżowa Orkiestra Salonowa Junior PIK (zał. 1994)
- Orkiestra Salonowa im. Johanna Straussa (zał. 1995)
- Orkiestra Muzyków Bydgoskich „Emband” (zał. 1995)
- Triumphal Brass Quintet (zał. 2001)
- Varius Quartet (zał. 2009)
- Laboratoire de la Musique (zał. 2009)
- Orkiestra Zespołu Szkół Mechanicznych nr 1 w Bydgoszczy
- Orkiestra Zespołu Szkół Budowlanych w Bydgoszczy
- Sinfonietta Bydgoska – dyrygent Maciej Niesiołowski

## Kluby muzyczne

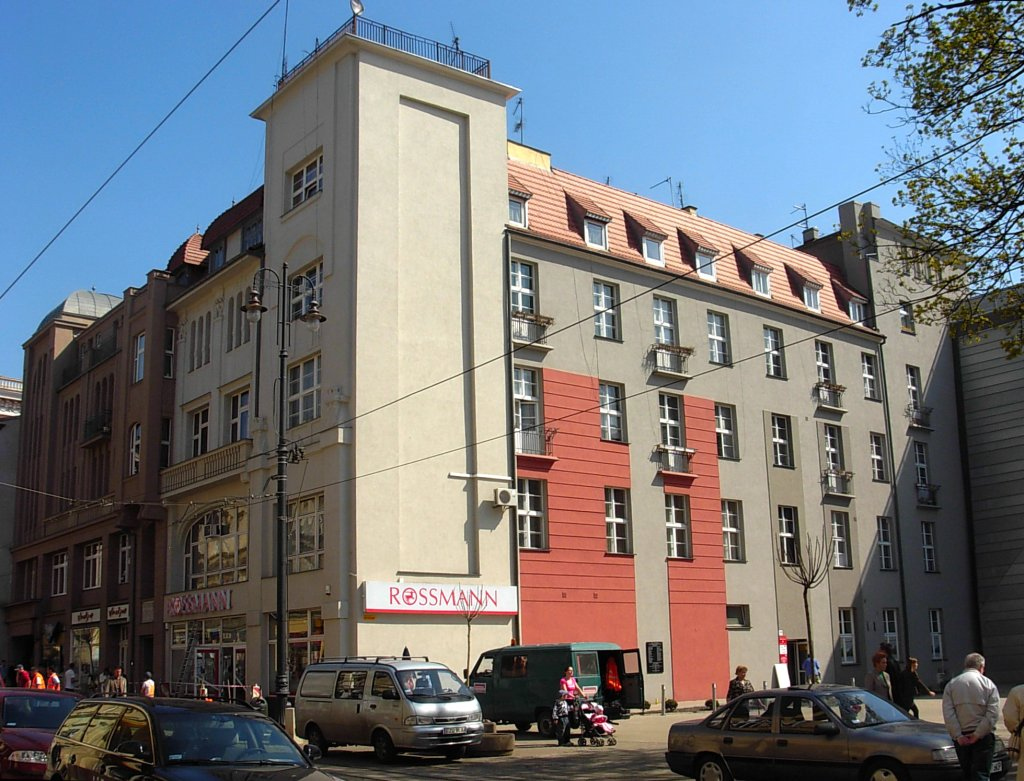
Kamienica Gdańska 10, w której mieści się Klub Mózg

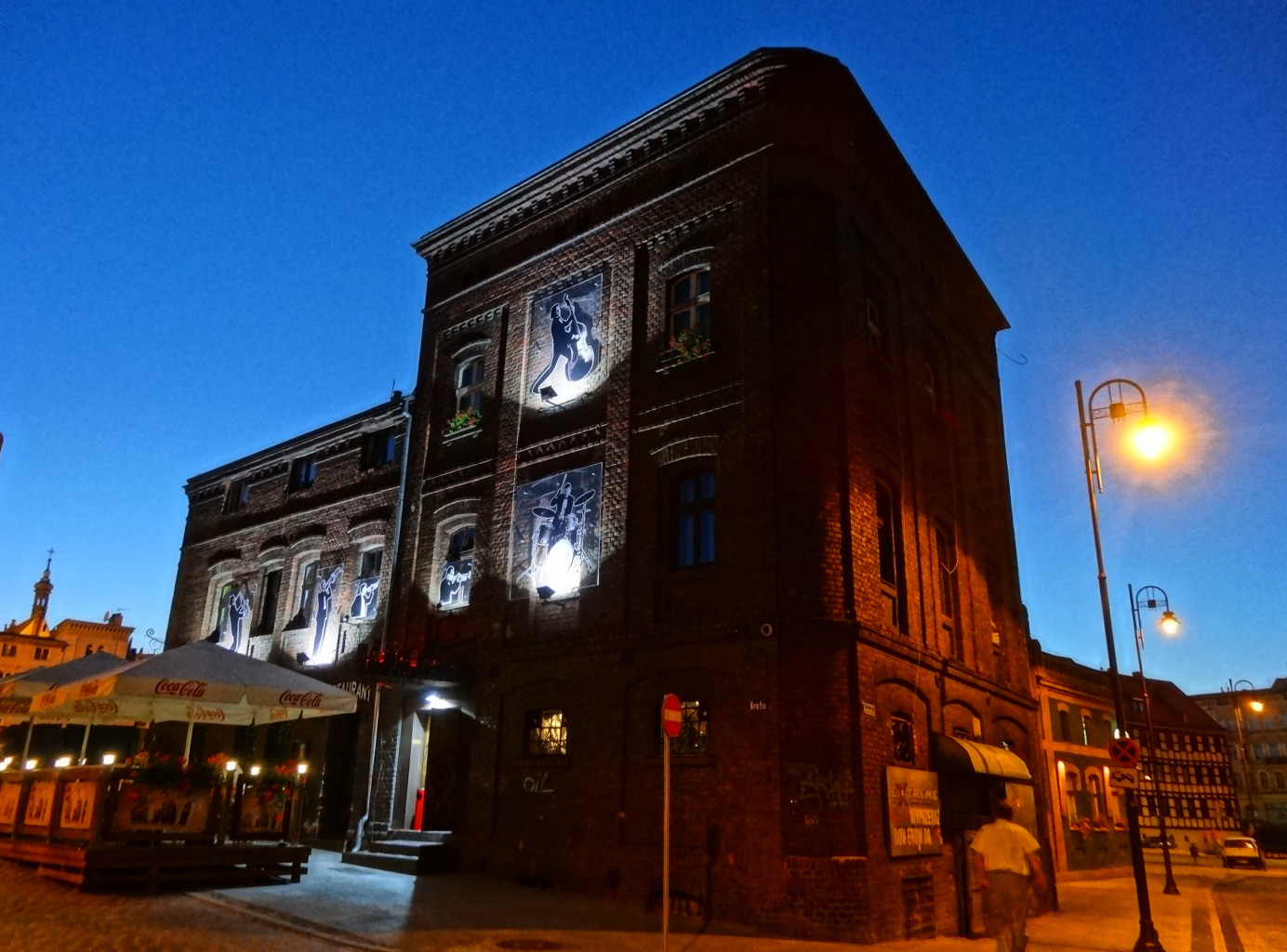
Budynek przy ul. Krętej, w którym mieści się Klub Eljazz

Uzupełnieniem oferty bydgoskich instytucji muzycznych jest działalność niezależnych, prywatnych klubów, pubów, piwnic i galerii, które stanowią ostoję nowych kierunków artystycznych. Odbywają się w nich wernisaże, a przede wszystkim – koncerty i festiwale muzyczne. Kilka z tych jednostek stało się centrami kultury znanymi w całej Polsce i poza jej granicami.
Bydgoski clubbing, obecny już w dwudziestoleciu międzywojennym i okresie powojennym, gwałtownie rozwinął się po 1990 r. Do placówek, które odegrały dużą rolę po II wojnie światowej należały: Klub POW (zał. 1945), Klub-Kabaret „Zodiak” (zał. 1958), „Savoy”, studencki „Beanus” (zał. 1970), „Medyk” (zał. 1973), jazzowa „Marysieńka” (zał. 1978) i inne. Pierwszym klubem nowej generacji były założone w 1991 r. „Trytony” – protoplasta „Mózgu” i „Eljazzu”. Do czołowych centrów młodzieżowej kultury, nie tylko muzycznej, należały w latach 90. i po 2000 r. takie kluby muzyczne jak: „Mózg”, „Eljazz”, „Kuźnia”, „Węgliszek”, „Bogart”, „Clan”, „Savoy”, „Sogo”, „PCK Sanatorium” i inne. „Mózg” stał się głównym ośrodkiem muzyki yassowej, łączącej elementy współczesnej muzyki improwizowanej, jazzu, punk rocka i folku
Traktowane początkowo dość marginalnie jako przejaw lokalnego undergroundu, kluby muzyczne stały się stopniowo istotną częścią kultury muzycznej, ostoją nowych kierunków artystycznych, świątyniami nowej kultury.

### Yass
Na początku lat 90. XX w. w Bydgoszczy i Trójmieście powstał nowy nurt muzyczny, łączący elementy współczesnej muzyki improwizowanej, jazzu, punk rocka i folku. Głównym ośrodkiem sceny yassowej był klub Mózg. Czołowymi postaciami yassu byli: Tomasz Gwinciński, Sławomir Janicki, Jacek Buhl, Jacek Majewski z Bydgoszczy oraz działający wówczas na Wybrzeżu – Jerzy Mazzoll i Tymon Tymański. W Mózgu, czyli „Fabryce Rzeźb Gadających ze Sobą”, jak brzmiała pełna nazwa tego miejsca, tworzyła się muzyka, którą trudno było powiązać z czymkolwiek istniejącym wcześniej w Polsce i na świecie. Pierwsza płyta nowego yassu, wydana w 1992 roku nosiła nazwę Tańce bydgoskie.

### Najważniejsze kluby
Klub Mózg – usytuowany przy ul. Gdańskiej 10 jest nie tylko klubem muzycznym, ale posiada także studio nagraniowe, wytwórnię płytową i agencję koncertową. Od 1994 r. przewinęło się przezeń kilkuset muzyków, performerów, malarzy i fotografików z całego świata. Twórcy klubu: Sławomir Janicki i Jacek Majewski są współtwórcami niezależnej sceny muzycznej, która znana jest pod nazwą yassu. Od 2000 r. w listopadzie odbywa się Mózg Festiwal, a w lipcu Low Fi Festiwal.
Klub Eljazz – przy ul. Krętej 3 to bydgoska scena jazzowa i awangardowa, istniejąca od 1992 r. W klubie koncertują muzycy jazzowi, w tym Eljazz Big Band – orkiestra prowadzoną przez Jozefa Eliasza. Odbywają się tu stałe cykle muzyczne oraz festiwale: Bydgoszcz Jazz Festival, Zaduszki Bluesowe i Zaduszki Jazzowe.
Klub Kuźnia – powstał w 1995 r. na tyłach kamienicy ul. Gdańska 67. Występowała tu krajowa czołówka oraz zagraniczne gwiazdy muzyków jazzowych i rockowych, m.in. Fish, Michał Urbaniak, Jan Ptaszyn Wróblewski, a na co dzień grupa Abraxas.
Węgliszek – kawiarnia artystyczna mieszcząca się w kamienicy Stary Rynek 12. W latach 1993–2012 należała do Miejskiego Ośrodka Kultury. Jest zarówno klubem muzycznym, jak i galerią sztuki. Od 1996 r. odbywają się tutaj „Szopki Bydgoskie” i benefisy znanych bydgoskich twórców.
Prywatne Centrum Kultury SANATORIUM (1997−2000), Stary Port 21. Klub muzyczny, galeria, wydawnictwo CD Dlatego, studio nagrań (studio po roku 2000 przeniesiono do klubu Mózg). W klubie SANATORIUM występowali związani z nim młodzi artyści z Bydgoszczy i regionu, a także koncertowali uznani muzycy krajowi oraz zapraszani zagraniczni, m.in.: VOOVOO z Wojciechem Waglewskim, Piersi z Pawłem Kukizem, Andrzej Śmietana, Mira Kubasińska, Maciej Maleńczuk, Lech Janerka i wielu innych...
Clan – jeden z bydgoskich klubów nowej generacji powstały w 1995 r. w kamienicy przy ul. Pod Blankami. Kojarzony był przede wszystkim z koncertami muzyki rockowej. Wystąpił tu m.in. Robert Gawliński, T.Love i grupa Hey.
Savoy – jeden z popularnych od lat 60. lokali rozrywkowych w Bydgoszczy. Po 1990 r. stał się klubem o dyskotekowym charakterze. Odbywają się tu koncerty w ramach Bydgoskich Festiwali Bluesowych oraz inne imprezy muzyczne organizowane przez Wojewódzki Ośrodek Kultury.
Sogo – klub o repertuarze z hard rocka przy Wełnianym Rynku. Występowały tu na żywo zespoły, nie tylko rockowe, lecz również bluesowe i inne, m.in.: Variété.
Medyk – założony w 1973 r. w piwnicach kamienicy przy ul. Zaułek 6. W latach 70. i 80. śpiewała tu czołówka solistów bydgoskiej opery, a po 1996 r. stał się sceną bluesową i rockową.
Piwnica Music & Beer – powstały w 2016 r. w piwnicach kamienicy przy ul. Długiej 36. Miejsce występów początkujących polskich i zagranicznych zespołów tworzących szeroko pojętą muzykę rockową i metalową.
Do głównych klubów studenckich należą: Beanus (w akademiku UKW) oraz Spin (w akademiku UTP).

## Główne sale koncertowe i widowiskowe

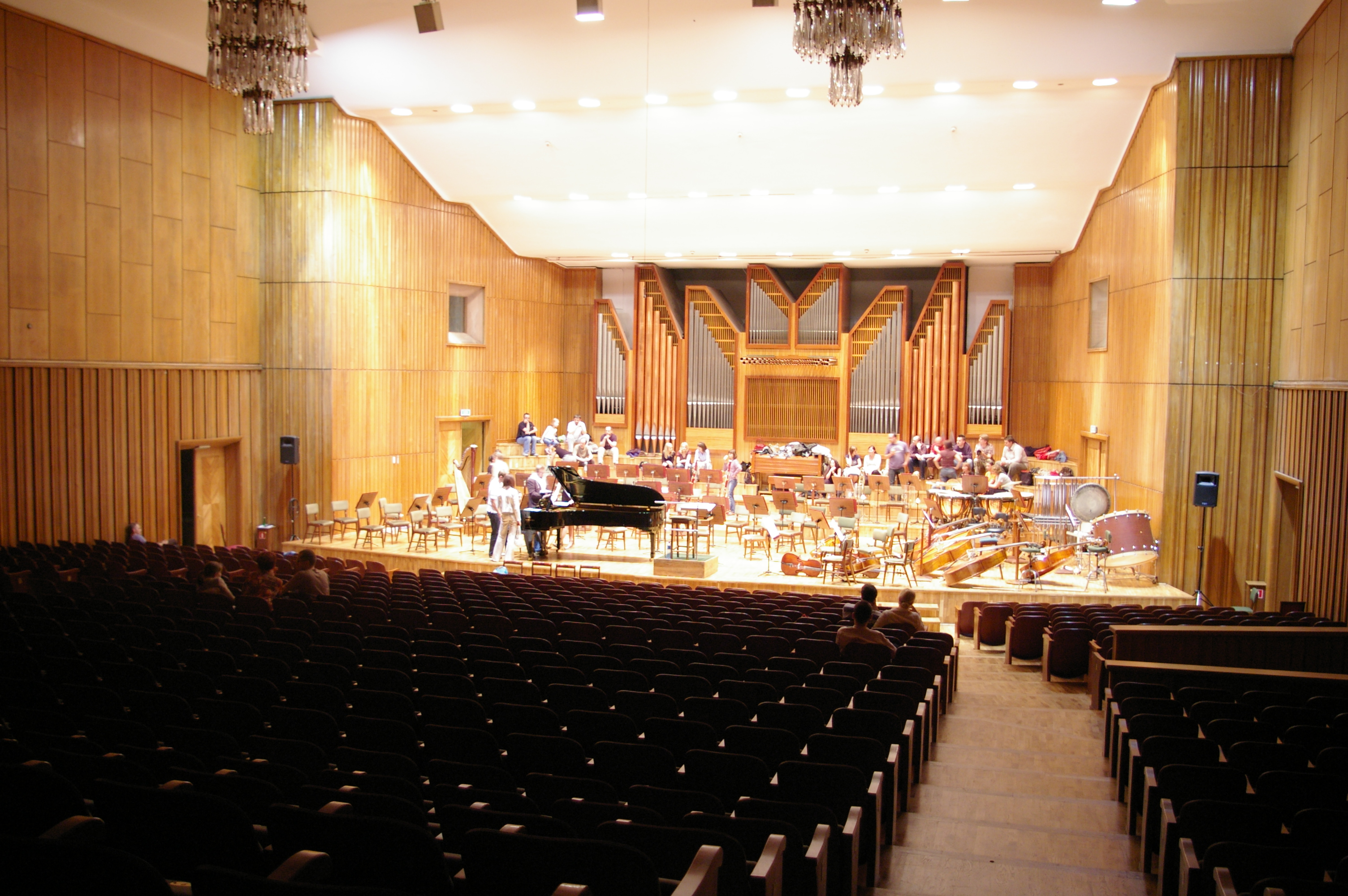
Słynąca z doskonałej akustyki sala koncertowa Filharmonii Pomorskiej

Wydarzenia muzyczne, koncerty, spektakle, festiwale odbywają się w kilkudziesięciu miejscach w Bydgoszczy. Do popularniejszych tego typu obiektów należą:
- Hala sportowo-widowiskowa Łuczniczka – ul. Toruńska 59, pełni funkcję hali sportowej, koncertowej i wystawienniczej, mieści maksymalnie 8 tys. widzów; odbywały się tu m.in. Bydgoszcz Hit Festiwal 2010, koncert Jeana-Michela Jarre’a, czy też musical Forever King of Pop;
- Filharmonia Pomorska – ul. A. Szwalbe 16, mieści salę koncertową o liczbie miejsc 880 i salę kameralną na 150 miejsc;
- Opera Nova – ul. Focha 5, mieści salę widowiskową z 803 miejscami, salę kameralną na 159 miejsc oraz Centrum Kongresowe (sale na 330 i 200 osób i inne);
- Sala Koncertowa Akademii Muzycznej – ul. Gdańska 20 (140 miejsc);
- Sala Koncertowa Zespołu Szkół Muzycznych – ul. Gdańska 71;
- Hala Astoria – zbudowana w 1962 r., główna hala sportowa i widowiskowa do czasu, gdy wzniesiono „Łuczniczkę”;
- Adria – Toruńska 30, posiada salę na ok. 400 miejsc;
- Muszla koncertowa w parku im. W. Witosa – odbywa się tu m.in. Muszla Fest;
- Zespół pałacowo-parkowy w Ostromecku – jest własnością miasta Bydgoszczy; odbywają się tu koncerty Akademii Muzycznej i inne imprezy kulturalne.

## Zespoły (wybrane)

### Zespoły muzyki rozrywkowej i alternatywnej
- Abaddon – bydgoski zespół grający hardcore punk;
- Abraxas – bydgoska neoprogresywna grupa rockowa powstała w 1987 r.;
- Arytmia – bydgoska grupa rockowa powstała w 2000 r.;
- Art of Illusion – bydgoska progresywna grupa rockowa powstała w 2002 r.;
- 666 Aniołów – zespół muzyczny, wywodzący się z Bydgoszczy i będący tribute bandem amerykańskiego zespołu The Misfits;
- Banau – zespół rockowy założony w 2006 r.;
- Beer Band – polski zespół bluesowy założony w 1986 roku w Bydgoszczy;
- Bross Tito[36] – bydgoski zespół jazzowy działający w latach 1997–1999 przy klubie Sanatorium
- Chainsaw – polski zespół heavymetalowy powstały w lipcu 1997 r.;
- Dubska – bydgoski zespół grający muzykę reggae, powstały w 1999 r.;
- Ecstasy Project – założony w 1998 r. jazz-rockowy zespół perkusisty Rafała Gorzyckiego, reprezentujący „muzyczną stajnię” Klubu „Mózg”[34];
- George Dorn Screams – bydgoski zespół rockowy powstały w 2005 roku;
- Graffiti – bydgoska formacja rockowa, powstała w 1991 roku;
- Green Grass – popularna bydgoska grupa bluesowa, założona w 1989 r.[34];
- Hołd – bydgoski zespół grający muzykę z kręgu chrześcijańskiego rocka, założony w 2006 r.;
- Jazz Big Band ’75 – zespół jazzowy, działający od 1975 r. przy Pałacu Młodzieży;
- Limuzyna Blues Bend – popularny bydgoski zespół bluesowy, działający przy studenckim klubie Beanus’70;
- None – bydgoski zespół muzyczny nu metal/metalcore, założony w 1999 r.;
- Roan – zespół z Solca Kujawskiego założony w 1991 r.; wydał kilka albumów studyjnych i składankę największych przebojów;
- Sammath Naur – bydgoski zespół muzyczny założony w 1999 r., wykonujący muzykę z pogranicza black i death metalu oraz muzyki symfonicznej;
- Savannah Country – bydgoska grupa country istniejąca od 1998 r.[34];
- Sąsiedzi Gustawa – powstała w pierwszej połowie lat 90. grupa, prezentująca roadrock (muzykę drogi)[34];
- SPRING QUINTET – zespół wykonujący muzykę classical/rock, jesienią 2014 r. wydał debiutancki CD album NEXUS.;
- Schizma – zespół muzyczny wykonujący hardcore, powstały w 1990 r.;
- Trytony – grupa muzyczna, powstała z inicjatywy Tomasza Gwincińskiego w 1990 roku, kojarzona ze sceną yassową;
- Unborn Suffer – bydgoski zespół death metalowy, założony w 2001 r.;
- Upside Down – bydgoski zespół założony w 1992 r. wykonujący muzykę z pogranicza melodyjnego punka.
- West – bydgoska grupa jazzowa istniejąca w latach 90., złożona z: Grzegorza Daronia, Krzysztofa Herdzina, Grzegorza Nadolnego, Tomasza Pacanowskiego i Macieja Sobczyńskiego[34];
- Variété – nowofalowa grupa muzyczna, założona w 1983 r.;
- Voltaire – grupa punkowa założona w 1994 r.[34];
- Żuki – trybutowy zespół muzyczny powstały w 1985 r., skupiający się na wykonywaniu utworów grupy The Beatles.

### Zespoły taneczno-muzyczne
- Czarne Berety – Zespół Estradowy Pomorskiego Okręgu Wojskowego, istniejący w latach 1951–1996; od 1965 r. przypisany był wojskom pancernym. W jego repertuarze znajdowało się ok. 40 pełnospektaklowych widowisk, kilka programów specjalnych oraz kabarety. W ciągu swego istnienia zespół zagrał ponad 10 tys. koncertów, które oglądało ok. 9 mln widzów. W zespole rozpoczynali karierę późniejsi soliści operowi i jazzowi, choreografowie, artyści baletowi oraz muzycy rozrywkowi. Laureat wielu nagród na festiwalach krajowych (Olsztyn, Połczyn-Zdrój, Kołobrzeg) i zagranicznych[34];
- Słoneczko – zespół artystyczny, istniejący od 1968 r. przy Szkole Podstawowej nr 35 w Bydgoszczy; na jego repertuar składają się tańce i pieśni ludowe oraz popularne utwory z repertuaru znanych zespołów dziecięcych i młodzieżowych[34];
- Spółka z Zaułka – popularna w latach 70. XX w. bydgoska kapela podwórkowa, założona w Klubie Studenckim „Beanus”; w jej repertuarze znajdowały się piosenki, ballady i satyry z tzw. folkloru miejskiego; zespół koncertował w całej Polsce i za granicą; uczestnikiem zespołu był m.in. obecny poseł na Sejm RP Jerzy Wenderlich[34];
- Szalone Małolaty – zespół taneczno-wokalny założony w 1990 r. w Młodzieżowym Domu Kultury nr 3 (Błonie), laureat nagród[34];
- Zespół Pieśni i Tańca Płomienie – założony w 1980 r. Reprezentacyjny Zespół Bydgoskiego Harcerstwa;
- Zespół Pieśni i Tańca Ziemi Bydgoskiej – założony w 1958 r. zespół taneczno-muzyczny złożony z chóru, orkiestry i baletu; jedna z wizytówek bydgoskiej kultury[34].

### Nieistniejące
- Dzień Narodzin – zespół wokalno-instrumentalny specjalizujący się w poezji śpiewanej, istniejący w latach 1993–1998; powstał z inspiracji muzyków współpracujących z Teatrem Polskim w Bydgoszczy – Mirosława Trusiły i Wacława Węgrzyna[34];
- Kosmonauci – zespół big-beatowy działający w latach 1963–1964 przy Klubie ZMS „Kosmos” (ul. Piotra Skargi); prekursorzy mocnego uderzenia w Bydgoszczy[34];
- Nietoperze – istniejący w latach 1964–1969 zespół, który odegrał pierwszoplanową rolę w historii bydgoskiej muzyki rozrywkowej; porównywany do wczesnych Czerwonych Gitar i Skaldów[34];
- Viva Aqua – popularny w latach 1975–1985 zespół wokalno-instrumentalny uprawiający poezję śpiewaną.

### Zespoły muzyki dawnej
- Capella Bydgostiensis – bydgoski zespół, zaliczany do czołowych polskich orkiestr kameralnych, prowadzący działalność od 1962 roku; jedna z wizytówek bydgoskiej kultury; regularnie występuje na najbardziej znaczących estradach Polski i Europy[34];
- Madrygaliści – zespół wokalny powstały w 1962 r. przy Filharmonii Pomorskiej jako oktet; którego zadaniem było kultywowanie dawnej muzyki polskich i obcych mistrzów renesansu i baroku, na wzór dawnych kapel działających w XVI–XVIII w.; zespół był ewenementem w skali kraju; dawał koncerty dla Polskiego Radia i Telewizji, nagrał kilkanaście płyt i filmów, występował w licznych krajach Europy; od lat 60. do 90. towarzyszył występom Capelli Bydgostiensis[34];
- Trio Renesansowe – zespół powstały w 1971 r., złożony z solistów związanych z Filharmonią Pomorską i Capellą Bydgostiensis; występowali w strojach z epoki w wielu miastach Polski, w Niemczech i we Francji;
- Zespół Pieśni Dawnej Uniwersytetu Kazimierza Wielkiego – studencki chór mieszany, założony w 1974 r., specjalizujący się w wykonawstwie muzyki dawnej;
- Kameralny Zespół Barokowy – istniejący w latach 1976–1981, pod patronatem Kujawsko-Pomorskiego Towarzystwa Kulturalnego i kierownictwem artystycznym Sylwii Krei; wystawiał m.in. opery barokowe w strojach z epoki;
- Fiori Musicali – powstały w 1977 r. zespół kameralny muzyki dawnej złożony z muzyków pracujących i współpracujących z Capellą Bydgostiensis, specjalizujący się w grze na instrumentach barokowych;
- Collegium Vocale Bydgoszcz – kwartet wokalny, działający od 1992 roku, specjalizujący się w wykonawstwie muzyki okresu średniowiecza i renesansu;
- Laboratoire de la Musique – zespół działający od 2009 roku, specjalizujący się w muzyce baroku.
- Zespół Pieśni Dawnej „Fresca Voce” w Bydgoszczy – młodzieżowy zespół żeński założony w 1998 r. przy Młodzieżowym Domu Kultury nr 5 w Bydgoszczy-Fordonie.

## Stowarzyszenia muzyczne
Spośród ok. 90 bydgoskich stowarzyszeń i fundacji zajmujących się szeroko rozumianą działalnością kulturalną, duża część poświęca swoją działalność muzyce. Zajmują się one takimi przedsięwzięciami, jak: koncerty, festyny, imprezy plenerowe, sesje, sympozja naukowe oraz publikacja wydawnictw. Najstarszym i najbardziej zasłużonym dla rozwoju kultury muzycznej w Bydgoszczy jest Towarzystwo Muzyczne im. Ignacego Jana Paderewskiego. Było ono organizatorem pierwszej Miejskiej Orkiestry Symfonicznej w Bydgoszczy (1936), a następnie Pomorskiej Orkiestry Symfonicznej (1946), Filharmonii Pomorskiej (1953) i Studia Operowego (1956), przekształconego następnie w Operę Nova. Od 1993 r. jest organizatorem Międzynarodowego Konkursu Pianistycznego im. I.J. Paderewskiego, a od 1999 r. Konkursu Wokalnego im. I.J. Paderewskiego.
Do innych stowarzyszeń kulturalnych związanych z muzyką należą m.in.:
- Polski Związek Chórów i Orkiestr Oddział w Bydgoszczy – jego tradycje sięgają 1900 r., kiedy powołano Okręg Bydgoski Związku Kół Śpiewaczych;
- Stowarzyszenie Polskich Artystów Muzyków – istnieje od 1956 r.; prezesem bydgoskiego oddziału SPAM w latach 1957–1995 był Józef Rezler, a następnie Alicja Weber i Włodzimierz Szymański; należy do niego kilkadziesiąt osób rekrutujących się z bydgoskich szkół i instytucji muzycznych;
- Polskie Stowarzyszenie Jazzowe Oddział Północny w Bydgoszczy – powstał w 1973 r. z inicjatywy Ryszarda Jasińskiego, Bogdana Ciesielskiego, Tomasza Gąski i Romana Roguszczaka; organizator w latach 1975–1993 Pomorskich Jesieni Jazzowych i wielu innych przedsięwzięć;
- Stowarzyszenie Muzyków Rozrywkowych (StoMuR) – powstało w 1984 r. w miejsce dotychczasowego Związku Zawodowego Muzyków; zrzesza kilkuset muzyków z województwa kujawsko-pomorskiego;
- Towarzystwo Operowe im. Felicji Krysiewiczowej – założone w 1985 r.; zajmuje się upowszechnieniem kultury i sztuki operowej,
- Fundacja Viva Musica – powołana w 1991 r. przy Zespole Szkół Muzycznych im. Artura Rubinsteina; służy pozyskiwaniu pozabudżetowych środków na przedsięwzięcia muzyczne; organizator Międzynarodowego Konkursu Młodych Pianistów Artur Rubinstein in memoriam;
- Towarzystwo Mozartowskie w Bydgoszczy – założone w 1994 r. przy Zespole Szkół Muzycznych w Bydgoszczy na podobieństwo Mozarteum w Salzburgu; współpracuje z Towarzystwem Polsko-Austriackim; pod jego auspicjami działa m.in. orkiestra im. Johanna Straussa pod dyrekcją Henryka Wierzchonia.
- Fundacja Estradowej Twórczości Dzieci i Młodzieży „Eda-Art” – zał. 1994 r.; organizator Ogólnopolskiego Festiwalu Piosenki Dziecięcej i Młodzieżowej Canto Cantare,
- Federacja Caecilianum Oddział w Bydgoszczy – zał. 2002;
- Stowarzyszenie Artystyczne Mózg – organizator Mózg Festiwal;
- Stowarzyszenie Jazzowe Eljazz – organizator Bydgoszcz Jazz Festival;
- Kujawsko-Pomorskie Stowarzyszenie Muzyki Country – zał. 2004;
- Towarzystwo Inicjatyw Kulturalnych – organizator Festiwalu Młodych Organistów i Wokalistów
- Stowarzyszenie Pro Musica Organa – organizator Bydgoskich Wieczorów Organowych u Ojców Jezuitów
- Kujawsko-Pomorskie Towarzystwo Miłośników Muzyki Organowej – zał. 2005 r.;
- Towarzystwo Sztuki Perkusyjnej;
- Stowarzyszenie Przyjaciół Pałacu Młodzieży „Pałac” – współorganizator Bydgoskich Impresji Muzycznych, Bydgoszcz Big Band Festiwal i innych;
- Fundacja Muzyka u Źródeł – zał. 2008 r., organizator Festiwalu Muzyki Kameralnej „Muzyka u Źródeł”.

## Jazz po bydgosku
Począwszy od lat 70. XX w. Bydgoszcz była ważnym ośrodkiem muzyki jazzowej. Od 1973 r. mieściła się nad Brdą siedziba Oddziału Północnego Polskiego Stowarzyszenia Jazzowego, które wykazywało dużą prężność organizacyjną. Do Bydgoszczy zjeżdżali się wybitni jazzmani, a w 1975 r. zainaugurowano ogólnopolski festiwal Pomorska Jesień Jazzowa. Ścisła współpraca z bydgoskimi mediami (PR i TV) zaowocowała Studiem Jazzu i Piosenki oraz powstaniem zespołu Bogdana Ciesielskiego. Z czasem pojawiły się takie inicjatywy jak: konkursy skrzypków jazzowych, Muzeum Jazzu, kawiarnia jazzowa „Marysieńka”, Warsztaty Big-Bandów Jazzowych, Mała Akademia Jazzu. Organizowano jubileusze zasłużonych muzyków, m.in. Zbigniewa Namysłowskiego, Wojciecha Karolaka, Jana Ptaszyna Wróblewskiego, Jarosława Śmietany, Marka Karewicza. Lansowano także nowe nazwiska i grupy, jak: Stanisław Sojka, Lora Szafran, Krystyna Prońko, Dixi Lovers, Kasa Chorych, Republika. Pod bydgoską egidą objeżdżał Polskę ze swoim pierwszym show – Andrzej Rosiewicz, a także zespoły: Dwa plus Jeden, Exodus, Winter Band, Kasa Chorych, Completorium, Trio Wojciecha Karolaka i inne. Organizowano recitale Ewy Demarczyk i Czesława Niemena, Edyty Geppert i Michała Bajora, a także trasy koncertowe duetu Marek i Wacek.
W latach 80. bydgoski Oddział PSJ swoją działalnością obejmował 17 na 49 istniejących wówczas województw i miał swoje biura w Bydgoszczy, Toruniu, Poznaniu, Szczecinie i Gdańsku. Organizacją przedsięwzięć jazzowych zajmowało się wielu ludzi, m.in. Ryszard Jasiński, Ryszard Moczadło, Alina Golmento, Gabriela Młyńska, Małgorzata Braciak, Hanna Wiśniewska, Maciej Białecki i inni.
W latach 90. bydgoskie środowisko jazzowe mogło pochwalić się takimi muzykami jak: Bogdan Ciesielski, Andrzej Przybielski, Jacek Pelc, Krzysztof Herdzin, Grzegorz Nadolny i inni. W 1995 r. powstał czołowy jazzowy klub bydgoski – Eljazz, od 1997 r. organizowany jest Bydgoszcz Jazz Festival, a w 1999 r. Józef Eliasz założył Big-Band, który zaliczany jest do czołowych polskich orkiestr jazzowych. Bydgoskie Stowarzyszenie Eljazz jest organizatorem szeregu koncertów i festiwali.

## Blues po bydgosku
Pierwszy zespół bluesowy w Bydgoszczy (Express, potem Beer Band) powstał w 1985 r. Skład tego zespołu tworzyli: Władysław Refling (śpiew, harmonijka ustna), Ryszard Poćwiardowski (gitara), Aleksander Drążkowski (gitara), Tadeusz Wróblewski (gitara basowa), Witold Albiński (perkusja). Na początku lat 90. w jego miejsce pojawiły się dwa nowe zespoły: Limuzyna Blues Bend i Axis. Pierwszy z nich uczestniczył w festiwalu Rawa Blues w Katowicach w 1991 r. (wyróżnienie podczas przesłuchań w klubie AKANT i koncert na małej scenie w Katowickim Spodku) w składzie: Władysław Refling (śpiew, harmonijka), Tadeusz Wróblewski (gitara basowa), Michał Biniecki (perkusja), Piotr Paweł Karbowniczek (gitara). W. Refling (już jako basista) oraz P.P. Karbowniczek (gitarzysta) spotkali się później w jazzowej formacji BROSS TITO, która działała przy klubie SANATORIUM z inicjatywy gitarzysty, a z którą współpracowali m.in.: Jan Miś (perkusja), Jura Owsiannikow (saksofon) oraz Tomasz Pawlicki (flet). Od 1991 r. koncertuje Green Grass, przez który przewinęło się kilkunastu znanych w kraju bluesmanów.

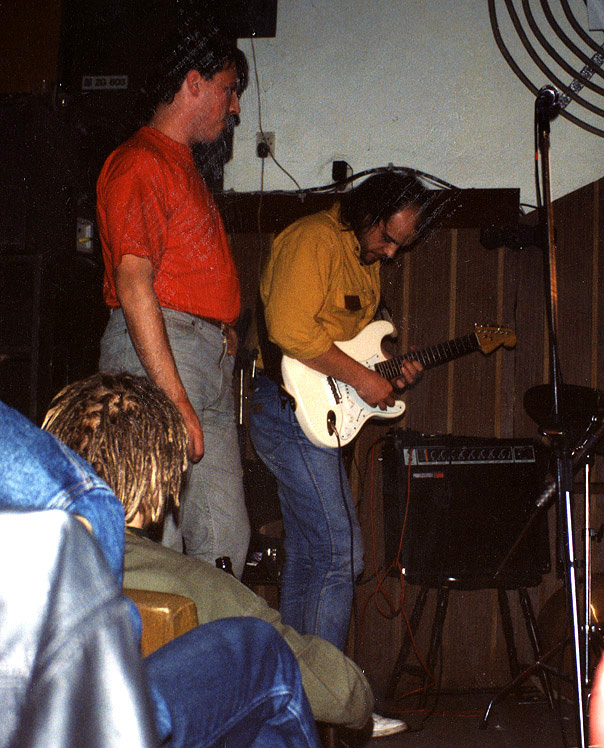
Limuzyna Blues Bend, Klub AKANT w Katowicach, Rawa Blues 1991 r. Zespół wyróżniony w konkursie – nagroda w postaci występu na tzw. małej scenie w Katowickim Spodku w ramach Rawa Blues Festiwal 1991 r. Na zdjęciu: Władysław Refling oraz Piotr Paweł Karbowniczek

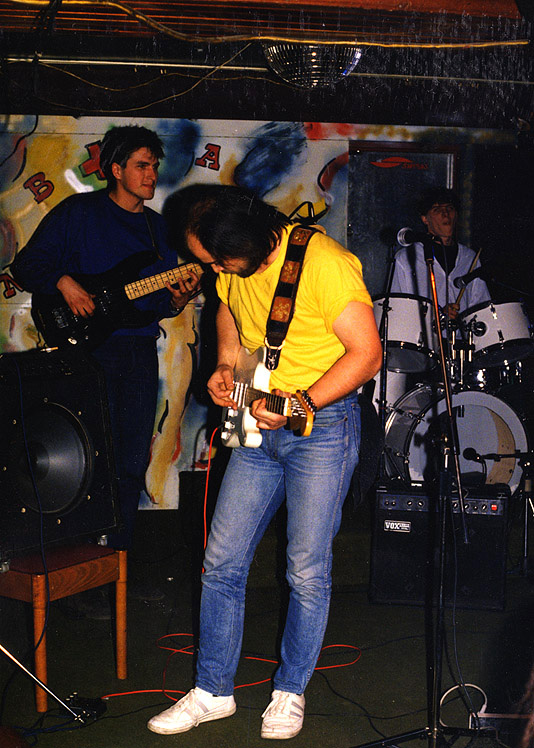
Limuzyna Blues Bend, koncert w Klubie Beanus’70, WSP Bydgoszcz, ul. Chodkiewicza, 1989 lub 1990

Obecnie region kujawsko-pomorski uznawany jest obok Śląska za polskie zagłębie bluesowe. Z Bydgoszczy, Torunia i Inowrocławia pochodzą takie zespoły jak: Nocna Zmiana Bluesa, Tortilla Flat, Piotr Banaszak & The Best, Green Grass oraz nazwiska jak: Sławomir Wierzcholski, Jacek Herzberg i inni. Od 2001 r. odbywa się Bydgoszcz Harmonica Meeting (w 2006 r. przekształcony w Bydgoszcz-Toruń Harmonica Bridge), a od 2002 r. Bydgoski Blues & Folk Festiwal.

## Festiwale, konkursy, przeglądy

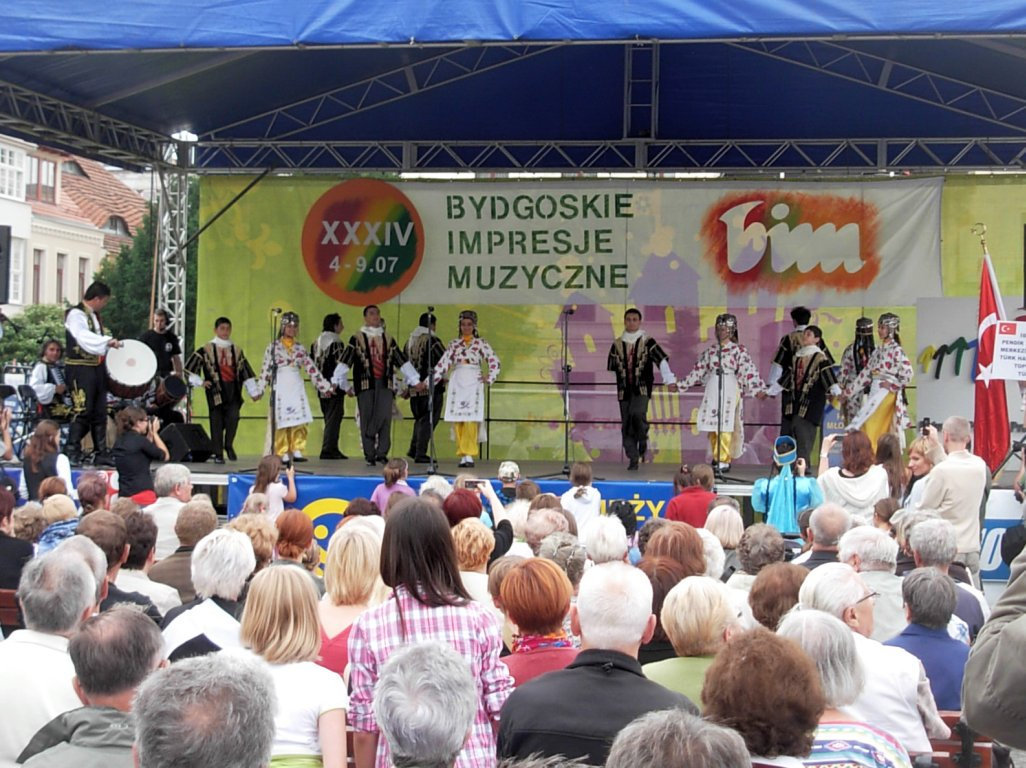
XXXIV Bydgoskie Impresje Muzyczne w 2011 r.

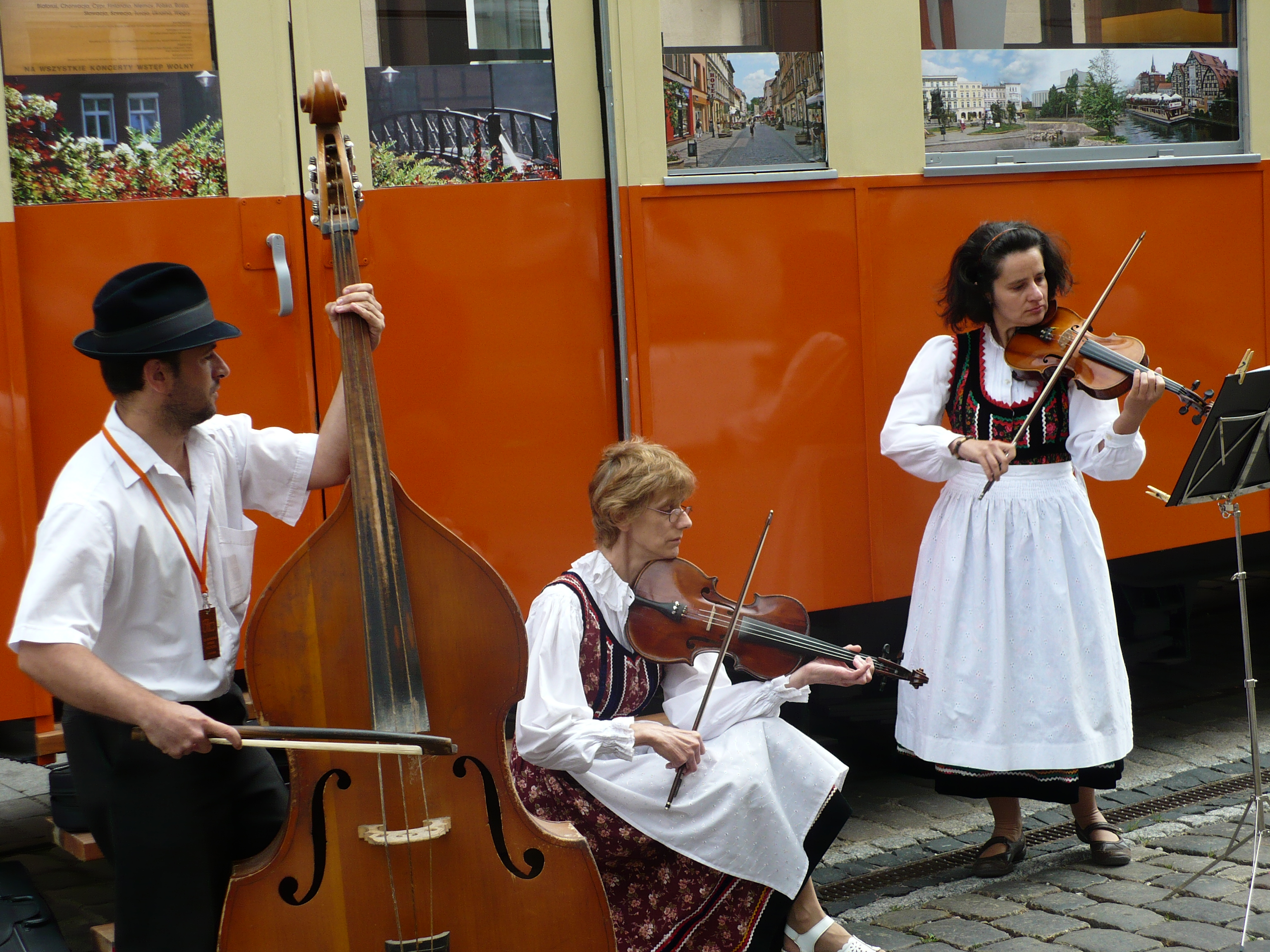
Węgierski zespół Maros Táncegyüttes na ulicach Bydgoszczy

Spośród kilkudziesięciu cyklicznych festiwali kulturalnych i przeglądów o zasięgu ogólnopolskim, bądź międzynarodowym, odbywających się w Bydgoszczy – około połowa dotyczy szeroko pojętej kultury muzycznej. Pierwszy festiwal w okresie powojennym pod nazwą „Tydzień Muzyki Polskiej” zorganizowano w sierpniu 1946 r. z okazji obchodów 600-lecia lokacji miasta Bydgoszczy. Do najstarszych bydgoskich festiwali kulturalnych, czynnych do dziś należą: Międzynarodowy Konkurs Pianistyczny im. Ignacego Jana Paderewskiego w Bydgoszczy (1961), Bydgoski Festiwal Muzyczny (1962) i kongres Musica Antiqua Europae Orientalis (1966). Od 1977 r. organizowane są Bydgoskie Impresje Muzyczne, w których uczestniczą młodzi muzycy z wielu krajów świata. Od 1980 r. odbywają się Ogólnopolskie Konkursy Chórów Szkolnych a Cappella, największa impreza tego typu w Europie, gromadząca blisko 2000 śpiewaków.
- pianistyczne:
  - Międzynarodowy Konkurs Pianistyczny im. Ignacego Jana Paderewskiego (od 1961) – organizowany przez Towarzystwo Muzyczne im. I.J. Paderewskiego przy współudziale Filharmonii Pomorskiej oraz Akademii Muzycznej; jego celem jest upowszechnianie twórczości Ignacego Jana Paderewskiego poprzez wykonania młodych pianistów; jest to jeden z pięciu polskich konkursów muzycznych będących członkiem Światowej Federacji Międzynarodowych Konkursów Muzycznych w Genewie;
  - Międzynarodowy Konkurs Młodych Pianistów Arthur Rubinstein in memoriam (od 1993) – organizowany przez Zespół Szkół Muzycznych konkurs ukierunkowany na promocję młodych talentów pianistycznych oraz propagowanie muzyki wielkich polskich kompozytorów;
  - Studencki Festiwal Pianistyczny „Forte Piano” – organizowany w latach 1994–1999.
- muzyki dawnej
  - Międzynarodowy Festiwal i Kongres Musica Antiqua Europae Orientalis (od 1966) – festiwal muzyki dawnej połączony z kongresem muzykologicznym; gości naukowców i muzyków z całego świata; jego celem jest odnajdywanie poprzez muzykę wspólnych korzeni kulturowych Europy;
  - Bydgoskie Dni Sztuki Baroku (1992–2005) – cykl imprez i koncertów, organizowany przez Zespół Szkół Plastycznych i Zespół Szkół Muzycznych
- muzyki poważnej
  - Bydgoski Festiwal Muzyczny (od 1963) – organizowany przez Filharmonię Pomorską przegląd epok muzycznych Europy i świata oraz polskiej twórczości muzycznej, w tym zapomnianych utworów polskich kompozytorów;
  - Festiwal Laureatów Konkursów Muzycznych (zał. 1994) – organizowany przez Akademię Muzyczną ogólnopolski festiwal muzyki i sztuki wokalnej; biorą w nim udział młodzi muzycy -laureaci wyróżnieni w krajowych i międzynarodowych festiwalach i konkursach;
  - Bydgoskie Wtorki Muzyczne (od 1981) – organizowane przez Akademię Muzyczną koncerty muzyki poważnej i rozrywkowej;
  - Poranki Muzyczne (od 1992) – comiesięczne koncerty muzyki poważnej dla dzieci organizowane przez Akademię Muzyczną;
  - Festiwal Muzyki Kameralnej „Muzyka u źródeł” (od 2009) – cykl koncertów muzyki kameralnej;
  - Akademia w zabytkach Bydgoszczy – organizowane przez Akademię Muzyczną cykl letnich koncertów muzyki poważnej we wnętrzach zabytkowych budynków w Bydgoszczy.
- operowe
  - Bydgoski Festiwal Operowy (od 1994) – przegląd najciekawszych przedstawień operowych, musicalowych i baletowych; gości zespoły z Polski i zagranicy oraz mistrzów sztuki operowej będących ozdobą najwspanialszych scen operowych świata;
  - Studenckie Warsztaty Operowe (od 1994) – organizowane przez Akademię Muzyczną.
- organowe
  - Czwartki Organowe (od 1992) – organizowane przez Akademię Muzyczną koncerty muzyki organowej;
  - Festiwal Młodych Organistów i Wokalistów im. Jerzego Popiełuszki (od 1996) – festiwal muzyki organowej i śpiewu odbywający się we wnętrzach świątyń różnych wyznań;
  - Bydgoskie Wieczory Organowe u Ojców Jezuitów (od 2001) – cykl koncertów muzyki organowej, odbywający się w kościele Jezuitów św. Andrzeja Boboli;
  - Letnie Koncerty Muzyki Organowej i Kameralnej (od 2004) – organizowane przez Stowarzyszenie Pro Musica Organa.
- chóralne
  - Ogólnopolski Konkurs Chórów a Cappella Dzieci i Młodzieży (od 1980) – organizowany przez Pałac Młodzieży konkurs muzyczny chórów dziecięcych i młodzieżowych;
  - Ogólnopolski Konkurs Pieśni Pasyjnej (od 2003) – organizowany przez Związek Chórów Kościelnych „Caecilianum”; jego celem jest popularyzacja polskiej i zagranicznej twórczości chóralnej, nawiązującej do tradycji muzycznych Wielkiego Postu;
  - Ogólnopolski Konkurs Kompozytorski na Chóralną Pieśń Pasyjną (od 2004) – organizowany przez Związek Chórów Kościelnych „Caecilianum” konkurs na chóralny utwór a cappella o tematyce pasyjnej;
  - Ogólnopolski Konkurs Kompozytorski na Chóralny Utwór Liturgiczny (od 2009) – organizowany przez Związek Chórów Kościelnych „Caecilianum” konkurs na chóralny utwór Missa brevis;
  - Międzynarodowe Spotkania Chóralne „Arti et Amicitiae” – organizowane w latach 1994–1998.
- wokalne
  - Konkurs Wokalny im. I.J. Paderewskiego (od 1999) – organizowany przez Towarzystwo Muzyczne im. I.J. Paderewskiego przy współudziale Akademii Muzycznej; liryka wokalna, propagowanie twórczości Ignacego Jana Paderewskiego;
  - Ogólnopolski Festiwal Interpretacji Piosenki Aktorskiej (od 2000) – ogólnopolski festiwal teatralno-muzyczny organizowany corocznie przez Pałac Młodzieży w Bydgoszczy;
  - Młodzieżowy Festiwal Kultury Estradowej (od 2004) – organizowany na scenie kinoteatru „Adria” festiwal sztuki wokalnej dla młodzieży.
- bluesowe
  - Bydgoski Blues & Folk Festiwal (od 2002) – organizowany przez Wojewódzki Ośrodek Kultury i Sztuki cykl koncertów muzyki bluesowej.
- jazzowe
  - Zaduszki Jazzowe (od 1971) – cykliczne koncerty jazzowe (klub Eljazz), poświęcone pamięci zmarłych muzyków;
  - Bydgoszcz Jazz Festival (od 1997) – organizowany przez Stowarzyszenie Jazzowe Eljazz cykl koncertów muzyki jazzowej z udziałem znanych artystów;
  - Europejskie Spotkania Jazzowe „European Jazz Meetings” (od 1999) – organizowane przez Stowarzyszenie Jazzowe Eljazz;
  - Bydgoskie Drums Fuzje (od 2007) – organizowany przez Miejski Ośrodek Kultury cykl koncertów, gdzie gwiazdami są wybitni perkusiści;
  - Bydgoszcz Big Band Festiwal (od 2007) – organizowany przez Pałac Młodzieży festiwal młodzieżowych zespołów jazzowych.
- muzyczno-taneczne
  - Bydgoskie Impresje Muzyczne (od 1977) – organizowane przez Pałac Młodzieży; prezentacja i konfrontacja dorobku artystycznego wyróżniających się w świecie młodzieżowych (do 25 lat) zespołów wokalnych, instrumentalnych i tanecznych.
- muzyki pop
  - Pejzaż bez Ciebie – Festiwal Twórczości Niezapomnianych Artystów Polskich (od 2005) – festiwal przypominający twórczość nieżyjących, najwybitniejszych polskich artystów, odbywający się w Operze Nova;
  - Bydgoszcz Hit Festiwal lub Hity Na Czasie (od 2007) – masowa impreza muzyki pop, transmitowana w TVP;
  - Artpop Festival Złote Przeboje Bydgoszcz (od 2009) – impreza, podczas której występują największe międzynarodowe gwiazdy muzyki jazzowej i muzyki pop.
  - Festiwal Pamięci Andrzeja Zauchy „Serca Bicie” (od 2009) – festiwal promujący twórczość Andrzeja Zauchy, odbywający się w Operze Nova;
  - Konkurs na Interpretację Piosenek Grzegorza Ciechowskiego (od 2004) – organizowany przez stowarzyszenie SOS Music.
- szantowe/turystyczne
  - Bydgoski Festiwal Wodny Ster na Bydgoszcz (od 2008) – organizowany przez Urząd Miasta Bydgoszczy cykl koncertów, Aszantów, wystaw oraz happeningów promujących Bydgoski Węzeł Wodny.
- rockowe i alternatywne
  - Mózg Festiwal (od 2000) – organizowany przez Stowarzyszenie Artystyczne Mózg festiwal muzyki współczesnej (klasyka, jazz, rock, muzyka elektroniczna, eksperymentalna) oraz sztuk wizualnych (performance art, video art, instalacje wizualne i audiowizualne, malarstwo, fotografia, film);
  - Muszla Fest (od 2002) – festiwal muzyki rockowej i alternatywnej, odbywający się w latem w muszli koncertowej parku Ludowego im. Wincentego Witosa;
  - Low Fi Festiwal (od 2007) – organizowany przez Stowarzyszenie Artystyczne „Mózg” festiwal muzyki alternatywnej.
- inne
  - Bydgoszcz-Toruń Harmonica Bridge (od 2001) – występy artystyczne i warsztaty prowadzone przez doświadczonych, uznanych w świecie mistrzów gry na harmonijce ustnej;
  - Ogólnopolski Przegląd Artystycznego Ruchu Seniorów „Ars” (od 1979) – odbywający się co 2 lata interdyscyplinarny konkurs twórczości (także muzycznej i chóralnej) organizowany przez Wojewódzki Ośrodek Kultury i Sztuki
  - Muzyczny Ogród – organizowany przez Wojewódzki Ośrodek Kultury i Sztuki cykl letnich koncertów na Starym Mieście w Bydgoszczy, przegląd amatorskich zespołów muzycznych;
  - Ogólnopolski Konkurs Akordeonowy – organizowany przez Akademię Muzyczną;
  - Konkurs na Fugę (od 1986) – organizowane przez Akademię Muzyczną konkursy na fugę tonalną dla reprezentantów polskich uczelni muzycznych.